# Müllrose
Müllrose [ˌmʏl.ˈʁoːzɘ] (niedersorbisch Miłoraz) ist eine amtsangehörige Stadt im Landkreis Oder-Spree im Land Brandenburg in Deutschland. Sie ist ein staatlich anerkannter Erholungsort und Sitz des Amtes Schlaubetal.

## Geographie
Müllrose befindet sich am nördlichen Ende des Schlaubetals, einer eiszeitlich entstandenen Schmelzwasserrinne. Der Ort liegt zwischen dem Kleinen und Großen Müllroser See. Die Schlaube mündet hier in den Kleinen Müllroser See. Müllrose gilt als „Tor zum Schlaubetal“ wegen des benachbarten Naturparks Schlaubetal mit seinen Naturschutzgebieten, in denen vielfältige sowie seltene Arten der Flora und Fauna vorkommen.
Mit 14 km ist Müllrose sowohl von der südwestlich gelegenen Kreisstadt Beeskow als auch von der nordöstlich gelegenen Stadt Frankfurt (Oder) gleich weit entfernt.

## Stadtgliederung
Die Stadt Müllrose hat keine Ortsteile im Sinne der Kommunalverfassung, sondern nur drei bewohnte Gemeindeteile:
- Kaisermühl
- Biegenbrück
- Dubrow

sowie die Wohnplätze Katharinensee und Seeschlösschen.

## Geschichte

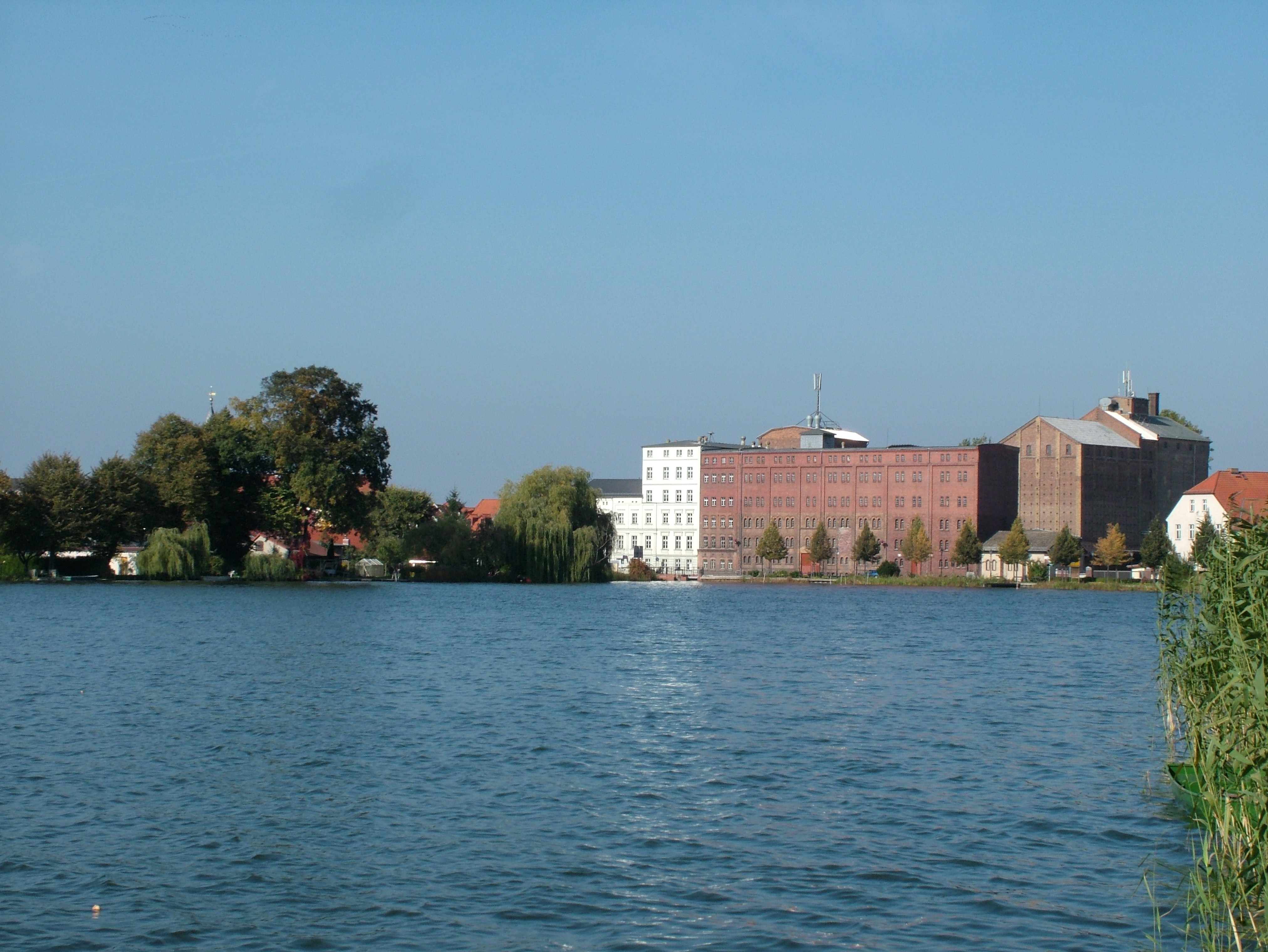
Müllroser See mit Müllroser Mühle

Müllrose wurde vermutlich um 1260 eine brandenburgisch-markgräfliche Stadt, eine Annahme, welche sich darauf stützt, dass die Bestätigungsurkunde der Stadt vom 15. April 1275 Otto III. als Stadtgründer benennt. Dieser besaß 1258 diesen Teil des Lebuser Landes allein. Andererseits waren zum Zeitpunkt der Bestätigungsurkunde die 10 Freijahre der Stadt nach Gründung nicht mehr erwähnt, waren also bereits abgelaufen. Deshalb wäre 1265 als der späteste Termin der Stadtgründung anzunehmen. Die „Gründung“ fand im Rahmen der mittelalterlichen deutschen Ostsiedlung in vormals slawischem Siedlungsgebiet statt.
Im Laufe der Geschichte entwickelte sich der Ort zur Ackerbürgerstadt.

### Ortsname
Der Ortsname wandelte sich im Laufe der Zeit:
- 1275 Molrasen
- 1285 Melraze
- 1373 Mulraze, Melrase
- 1377 Melratze
- 1432 Mölrose, Mülrose, Milrace
- 1444 Melrace, Melrocze, Melrasz und Melracze
- 1448 Melrose
- 1558 Müllroß
- 1770 Müllrose

Alten Urkunden ist zu entnehmen, dass die Einwohner den wendischen Namen der alten Siedlung aus der Zeit vor 1258 offensichtlich übernommen haben. Der Versuch einer Deutung wurde immer wieder vorgenommen und basiert möglicherweise auf dem Altsorbischen, der Personenname Milorad steht für „lieb, teuer, froh“. Eine andere Deutung bezieht sich auf die Vokabel „brod, brad“ = „Furt“ und „mel“ für „klein“, danach bedeutet Melrad „kleine (schmale) Furt“.

### Mittelalter und Neuzeit
1275 besaß Müllrose urkundlich bereits eine Kirche mit vier Hufen Land. Zwischen 1275 und 1770 bestand die Burganlage nahe dem Katharinensee unter der Bezeichnung „Häsckenburg“. Namensgeber war der Schultheiss Wilhelm Hase. Weite Teile der Stadt Müllrose und ihre Burg wurden Anfang April 1432 von den Hussiten zerstört.
1444 bis etwa 1665 war Müllrose als adlige Stadt im Besitz derer von Burgsdorff, deren Stammsitz befand sich auf dem Platz des 1774 errichteten Gasthauses „Zur Sonne“. 1571 wurde ein erstes Schulgebäude in den Kirchenbüchern erwähnt. Bis 1754 unterstand Müllrose bis auf wenige Besitzungen dem Landesherrn. So wurde das Amt Biegen zeitweilig für die Stadt Müllrose zuständig.
Im Vertrag von Müllrose beschlossen Kaiser Ferdinand I. und Kurfürst Joachim II. 1558 den Bau eines Kanals, der Oder und Spree verbinden sollte. Der Bau des ersten Abschnitts zwischen Neuhaus an der Spree und Müllrose erfolgte von 1558 bis 1564. Erst unter dem Kurfürsten Friedrich Wilhelm wurde der Bau 1662–1668 von Müllrose bis Brieskow unter der Leitung von Philipp de Chieze und Blesendorf fortgesetzt und vollendet. Er erhielt den Namen Friedrich-Wilhelm-Kanal. Der Kanal verschaffte Müllrose zeitweilig einen gewissen wirtschaftlichen Aufschwung.
1771 wurde nördlich von Müllrose die Kolonie Müllrose durch acht Pfälzer Familien angelegt. Eingemeindet wurde die Kolonie im Jahr 1907.
Ab 1808 war Müllrose durch die Steinsche Städteordnung eine selbstständige Stadt. Am 1. Juli 1855 wurde eine öffentliche Sparkasse eröffnet. 1868 erfolgte ein Schulneubau, und 1869 kam es zum Anschluss an das Telegrafennetz. Am 1. Januar 1877 eröffnete die Eisenbahnstation. Im Jahre 1900 wurde im Ort der „Müllroser Anzeiger“ in einer eigenen Buchdruckerei gedruckt, auch heute findet sich eine Druckerei in Müllrose. Die Freiwillige Feuerwehr Müllrose gründete sich im Jahr 1901 und sorgt seitdem für den Brandschutz und die allgemeine Hilfe. Mit dem Bau der Tuberkulose-Heilstätte verfügte der Ort ab 1907 über ein Sanatorium. Das Heimatmuseum öffnete 1933. In den Jahren des Zweiten Weltkrieges mussten ausländische Zwangsarbeiter in Müllrose arbeiten. Die Rüstungsbetriebe „Speerlager“ und Organisation Todt hatten Standorte in Müllrose. Zum Kriegsende wurde die Mühle bei Bombenalarmen als Luftschutzbunker genutzt. Am 23. April 1945 sprengte die Wehrmacht bei ihrem Abzug die Kanalbrücke. Da sie nicht vollständig zerstört wurde, gelangten am 24. April 1945 die ersten sowjetischen Soldaten nach Müllrose. Die Zerstörungen in der Stadt waren im Verhältnis zu umliegenden Orten gering, nur der Kirchturm erhielt einen Granattreffer, durch welchen die Kirchturmuhr stehen blieb.

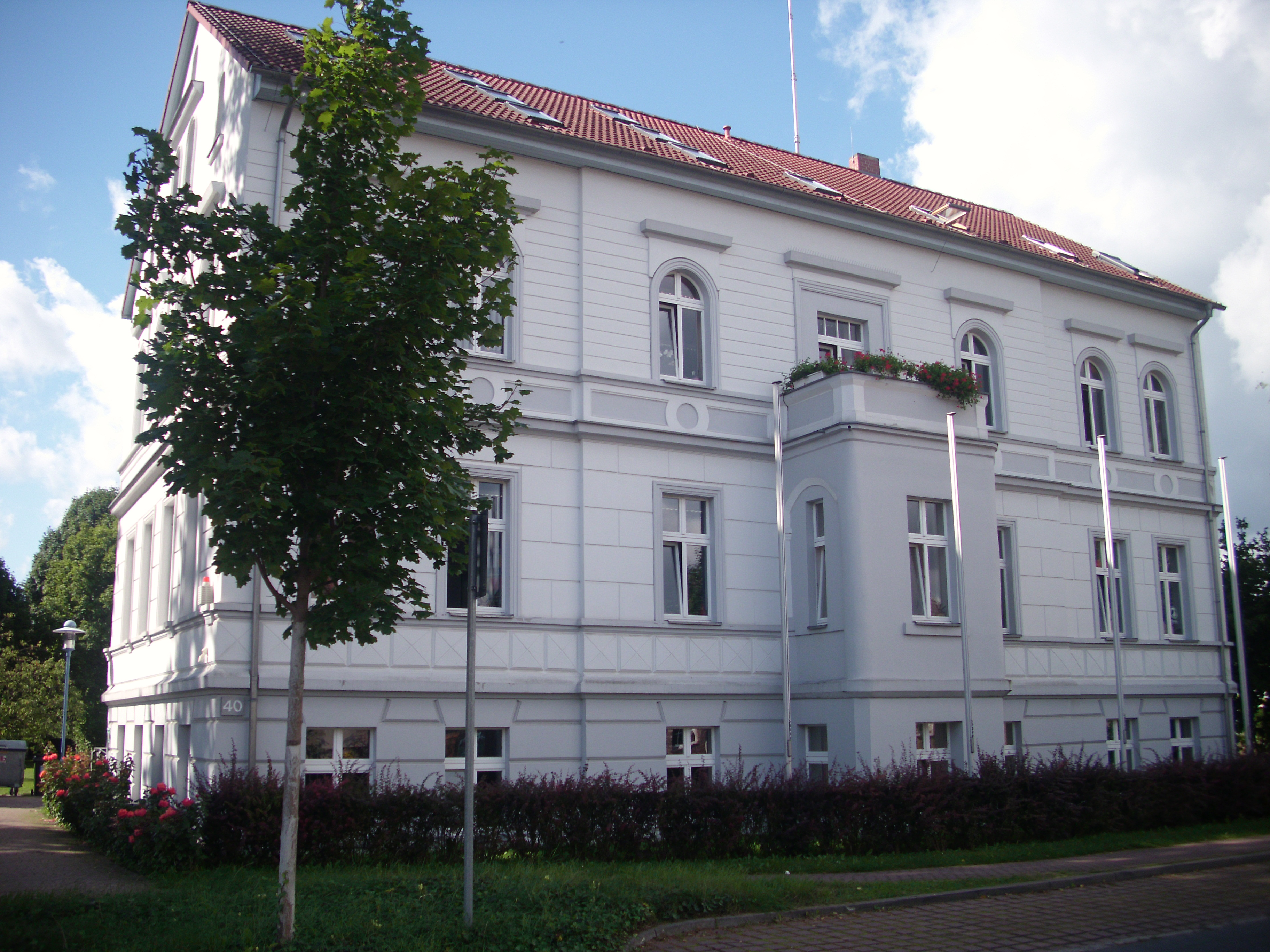
Sitz Amt Schlaubetal
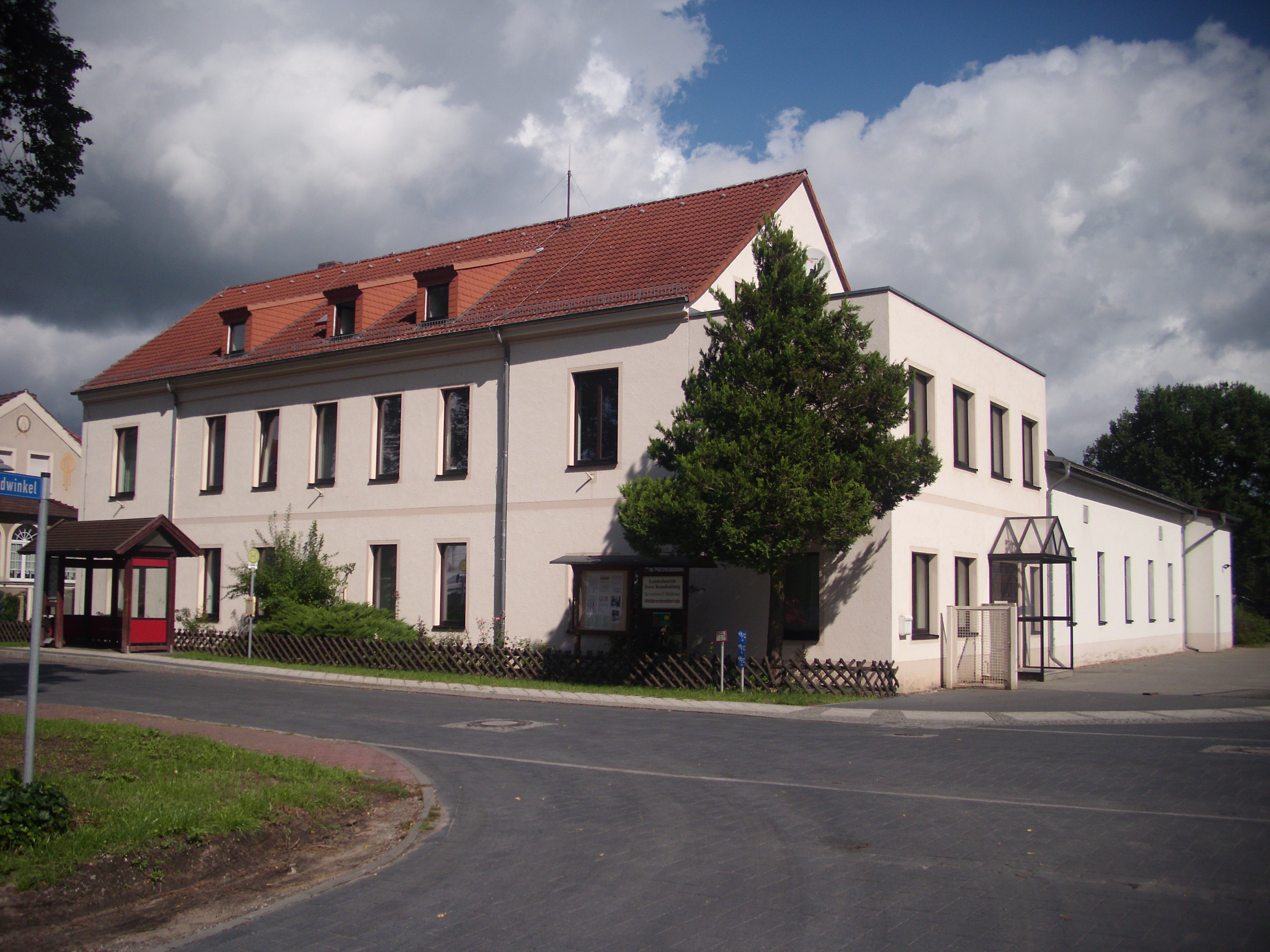
Sitz Landesbetrieb Forst Müllrose

Nach dem Ende des Zweiten Weltkrieges und der Gründung der DDR nahm 1952 der staatliche Forstwirtschaftsbetrieb Frankfurt (Oder) seinen Sitz in Müllrose. 1954 wurde die Villa des enteigneten Mühlenbesitzers Schmidt zum Kinderheim „Am See“, diese Einrichtung existierte dort bis 1995. 1955 wurde das Heimatmuseum wieder eröffnet. Ab 1956 konnten sich die Bewohner im neuen Landambulatorium behandeln lassen, dieses wurde 1991 privatisiert. 1962 wurde Kaisermühl, 1972 Biegenbrück und 1974 Dubrow eingemeindet. Das Sanierungsprogramm des Ortskerns startete 1992, der Gewerbepark wurde im gleichen Jahr eingeweiht. Das Amt Schlaubetal wurde 1993 gegründet, und seit dem 14. Juli 2003 ist Müllrose Staatlich anerkannter Erholungsort.
2017 brachte der Dreifachmord eines Psychopathen an seiner Großmutter und zwei Polizisten Müllrose deutschlandweit in die Schlagzeilen.

### Verwaltungszugehörigkeit
- bis 1947 Landkreis Lebus (Provinz Brandenburg)
- 1947–1950 Landkreis Lebus (Land Brandenburg)
- 1950–1952 Landkreis Frankfurt (Oder) (Land Brandenburg)
- 1952–1961 Kreis Fürstenberg (Bezirk Frankfurt (Oder))
- 1961–1990 Kreis Eisenhüttenstadt-Land (Bezirk Frankfurt (Oder))
- 1990–1993 Landkreis Eisenhüttenstadt (Land Brandenburg)
- seit 1993 Landkreis Oder-Spree (Land Brandenburg)

## Bevölkerungsentwicklung
| Jahr | Einwohner |
| ---- | --------- |
| 1875 | 2 272     |
| 1890 | 2 356     |
| 1910 | 2 521     |
| 1925 | 2 643     |
| 1933 | 2 770     |
| 1939 | 2 693     |

| Jahr | Einwohner |
| ---- | --------- |
| 1946 | 2 917     |
| 1950 | 3 193     |
| 1964 | 3 057     |
| 1971 | 3 167     |
| 1981 | 3 171     |
| 1985 | 3 242     |

| Jahr | Einwohner |
| ---- | --------- |
| 1990 | 3 051     |
| 1995 | 3 140     |
| 2000 | 4 180     |
| 2005 | 4 437     |
| 2010 | 4 444     |
| 2015 | 4 566     |

| Jahr | Einwohner |
| ---- | --------- |
| 2020 | 4 632     |
| 2021 | 4 660     |
| 2022 | 4 551     |
| 2023 | 4 584     |
| 2024 | 4 622     |

Gebietsstand des jeweiligen Jahres, Einwohnerzahl: Stand 31. Dezember (ab 1991), ab 2011 auf Basis des Zensus 2011, ab 2022 auf Basis des Zensus 2022

## Politik

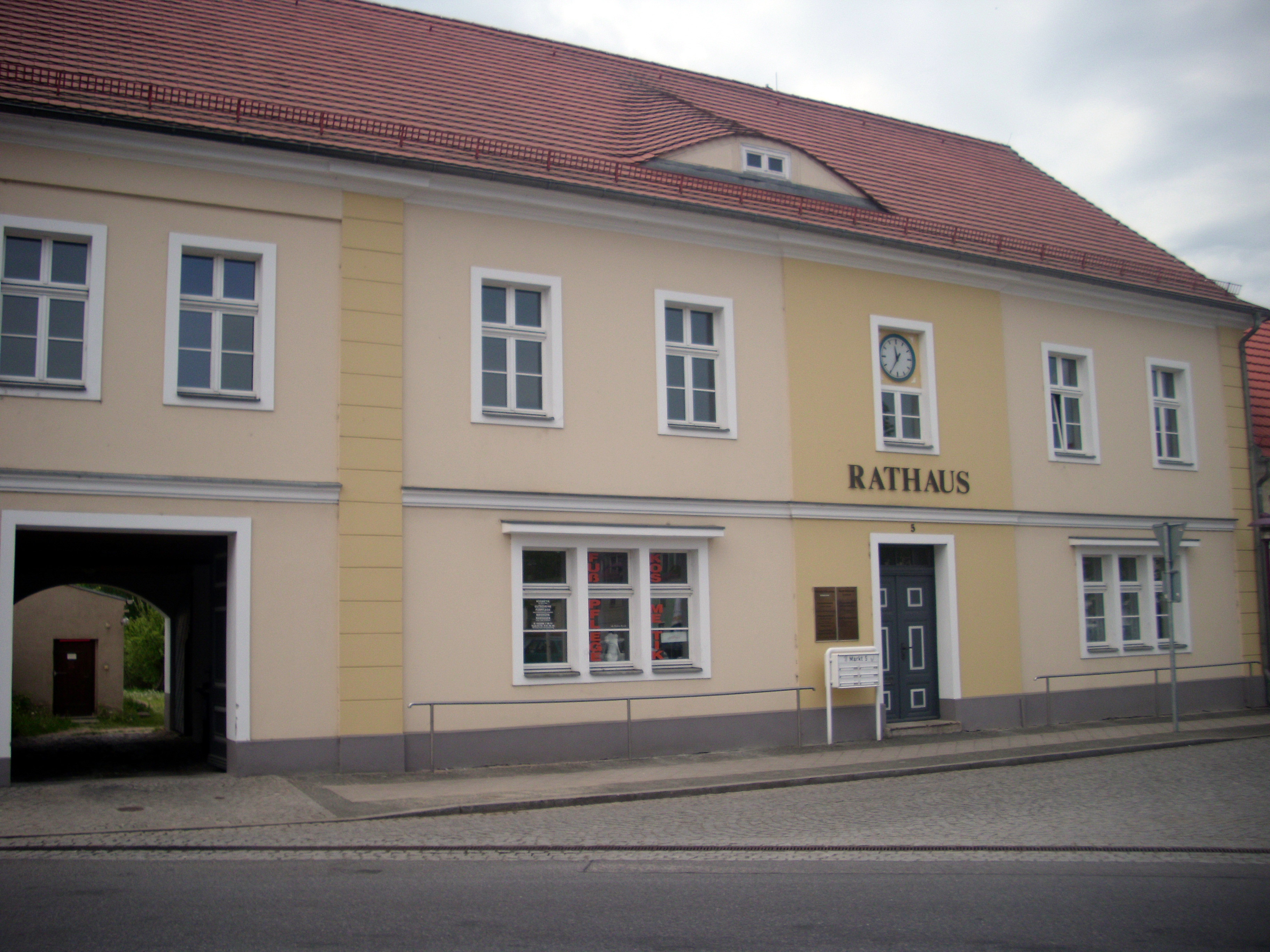
Rathaus der Stadt Müllrose

### Stadtverordnetenversammlung
Die Stadtverordnetenversammlung von Müllrose besteht entsprechend der Einwohnerzahl der Stadt aus 16 Stadtverordneten und dem ehrenamtlichen Bürgermeister. Die Kommunalwahl am 9. Juni 2024 führte bei einer Wahlbeteiligung von 70,6 % zu folgendem Ergebnis:
| Partei / Wählergruppe                               | Stimmenanteil 2019 | Sitze 2019 |  | Stimmenanteil 2024 | Sitze 2024 |
| --------------------------------------------------- | ------------------ | ---------- |  | ------------------ | ---------- |
| Parteiunabhängige Wählergemeinschaft Müllrose (PWM) | 36,1 %             | 6          |  | 36,7 %             | 6          |
| Bündnis Müllrose (BM)                               | 17,8 %             | 3          |  | 22,6 %             | 4          |
| AfD                                                 | –                  | –          |  | 18,3 %             | 1          |
| SPD                                                 | 13,5 %             | 2          |  | 10,4 %             | 2          |
| CDU                                                 | 05,7 %             | 1          |  | 04,8 %             | 1          |
| FDP                                                 | 06,9 %             | 1          |  | 03,4 %             | –          |
| Einzelbewerber Olaf Ermling                         | 05,7 %             | 1          |  | 02,1 %             | –          |
| Einzelbewerber Martin Geue                          | –                  | –          |  | 01,6 %             | –          |
| Die Linke                                           | 09,7 %             | 1          |  | –                  | –          |
| Freie Liste Müllrose                                | 04,7 %             | 1          |  | –                  | –          |
| Insgesamt                                           | 100 %              | 16         |  | 100 %              | 14         |

Bei der Wahl 2024 entfielen auf die AfD drei Sitze, von denen zwei unbesetzt bleiben, weil die Partei nur einen Kandidaten nominiert hatte.

### Bürgermeister
- 1998–2008: Werner Karrasch (CDU)[19]
- 2008–2014: Ingomar Friebel (SPD)[20]
- 2014–2019: Detlef Meine[21]
- seit 2019: Thomas Kühl (Parteiunabhängige Wählergemeinschaft Müllrose)

Kühl wurde in der Bürgermeisterstichwahl am 16. Juni 2019 mit 63,8 % der gültigen Stimmen gewählt. Am 9. Juni 2024 wurde er mit 61,2 % der gültigen Stimmen in seinem Amt bestätigt. Seine Amtszeit beträgt fünf Jahre.

### Wappen
| Wappen von Müllrose | Blasonierung: „In Silber ein gold-bewehrter roter Adler über einem aus dem unteren Schildrand wachsenden gold-bewehrten roten Hirsch.“ |
| Wappen von Müllrose | Wappenbegründung: Das Wappen ist bereits aus dem ältesten Stadtsiegel von 1463 bekannt. Das es sich hier um den brandenburgischen Adler handelt, konnte erst 1894 endgültig geklärt werden, nachdem vorher noch von einem Reiher die Rede war. Der wachsende Hirsch weist auf den früheren Wildreichtum hin. In einer Beschreibung des Wappens von 1836 heißt es unter anderem: „... zu dessen Füßen sich ein Hirsch aus dem Sumpfe herauszuarbeiten bestrebt ist“. Das Wappen wurde von dem Heraldiker Uwe Reipert aus Beeskow neu gestaltet und am 11. Mai 2004 genehmigt. |

## Sehenswürdigkeiten und Kultur

### Bauwerke
Siehe auch: Liste der Baudenkmale in Müllrose und Liste der Bodendenkmale in Müllrose mit den in der Denkmalliste des Landes Brandenburg eingetragenen Baudenkmalen.
- Evangelische Kirche Müllrose, 1275 erstmals im gotischen Stil erbaute Hallenkirche, 1747 von Grund auf erneuert und barockisiert.[27] Der Kanzelaltar stammt aus dem Barock, die Orgel aus dem Jahre 1772.
- Gut Zeisigberg, 1907 im Stadtforst als Lungenheilstätte von der Berliner Ortskrankenkasse eingeweiht; Die Hannoverschen Architekten Paul Hakenholz und Paul Brandes übernahmen Elemente des Jugendstils. 1974 war der Gebäudekomplex bereits Feierabend- und Pflegeheim, 1989 wurde das Hauptgebäude saniert. 1993 übernahm die Entwicklungsgesellschaft für Gesundheit und Soziales die Einrichtung. Auf dem 33 ha großen Gelände existiert ein alter Kleintierfriedhof, auf dem die einstigen Patienten ihre Haustiere beerdigten. Heute steht das Gut Zeisigberg für eine diversifizierte Nutzung (Wohnen, Freizeit, Altenpflegeheim, Tiergehege, Kindertagesstätte und 4 ha Landwirtschaft).
- Müllroser Mühle, sechsstöckige Wassermühle am Müllroser See, in Backstein ausgeführt, 1275 erstmals urkundlich erwähnt. Sie ist die älteste nachweisbare Mühle im Schlaubetal, die sich zur industriellen Großmühle entwickelte. 1992 wurde sie unter der Firma Oderland-Mühlenwerke Müllrose privatisiert und stellt die größte noch produzierende Getreidemühle im östlichen Brandenburg dar.

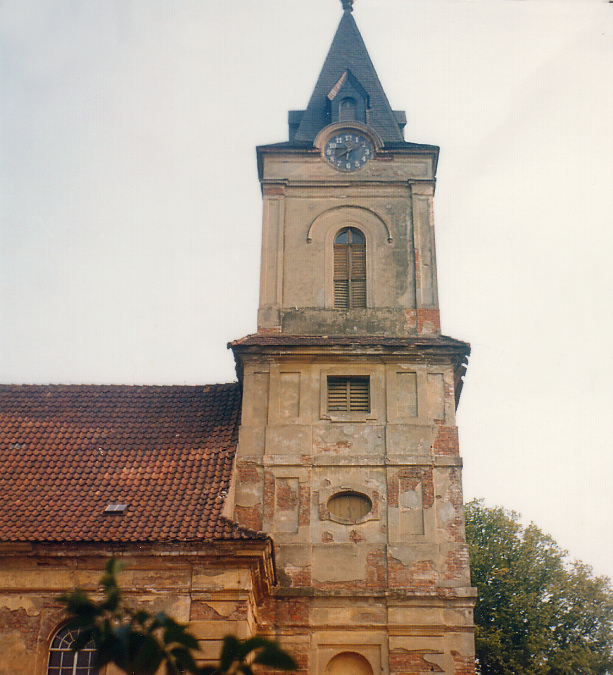
Kirchturm 1976, verfallen, mit Einschusslöchern aus dem Zweiten Weltkrieg
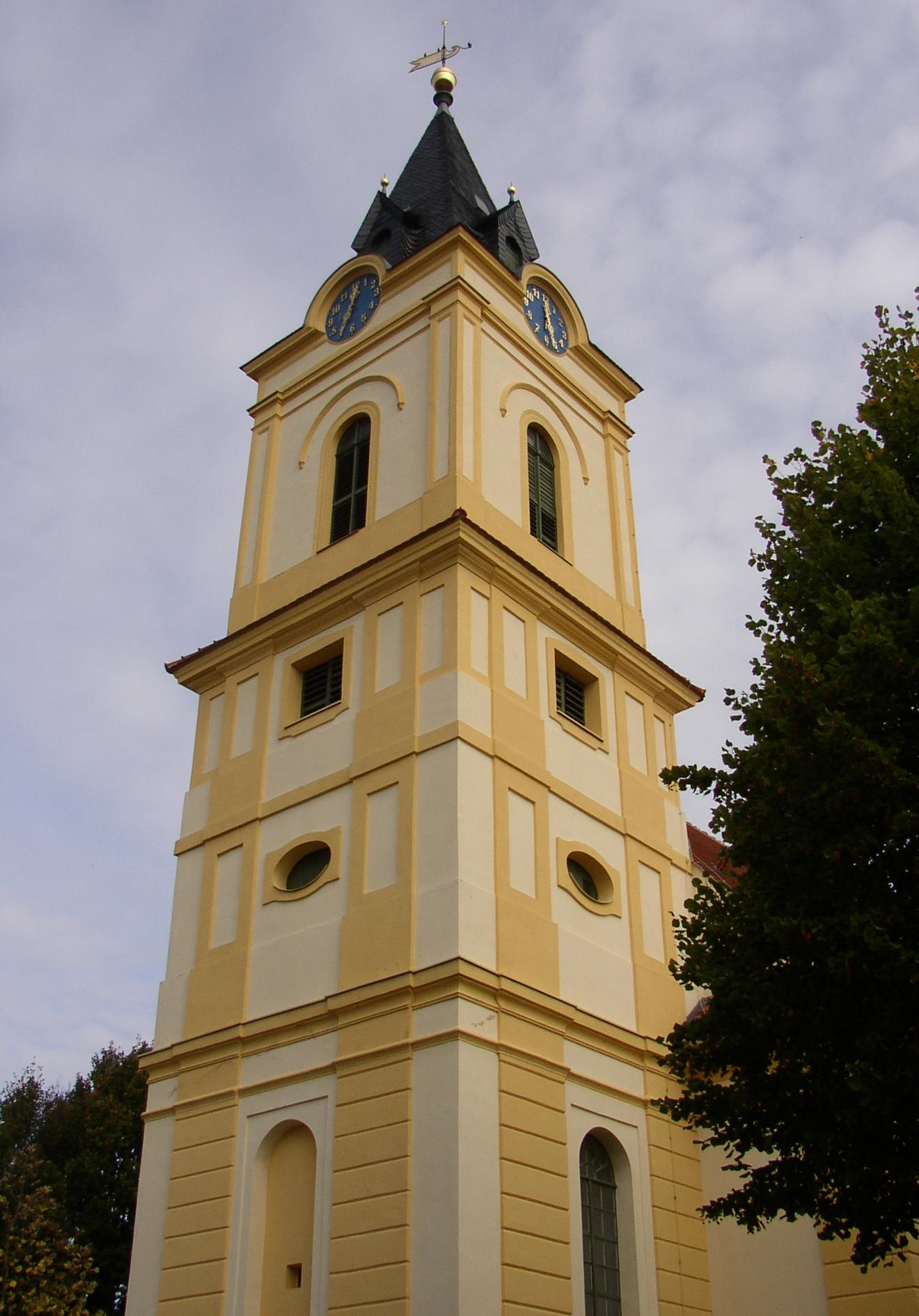
Renovierter Kirchturm heute
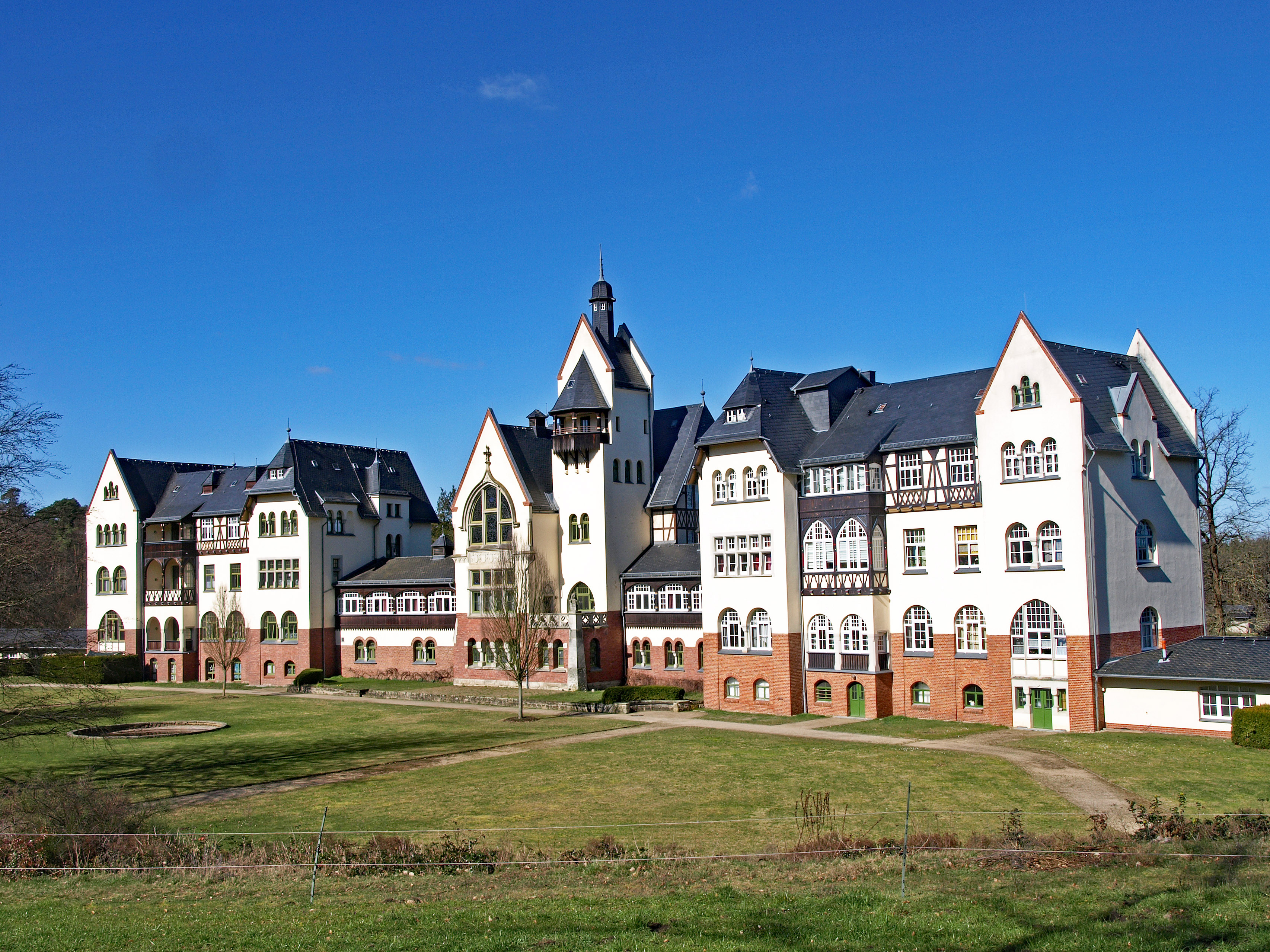
Gut Zeisigberg
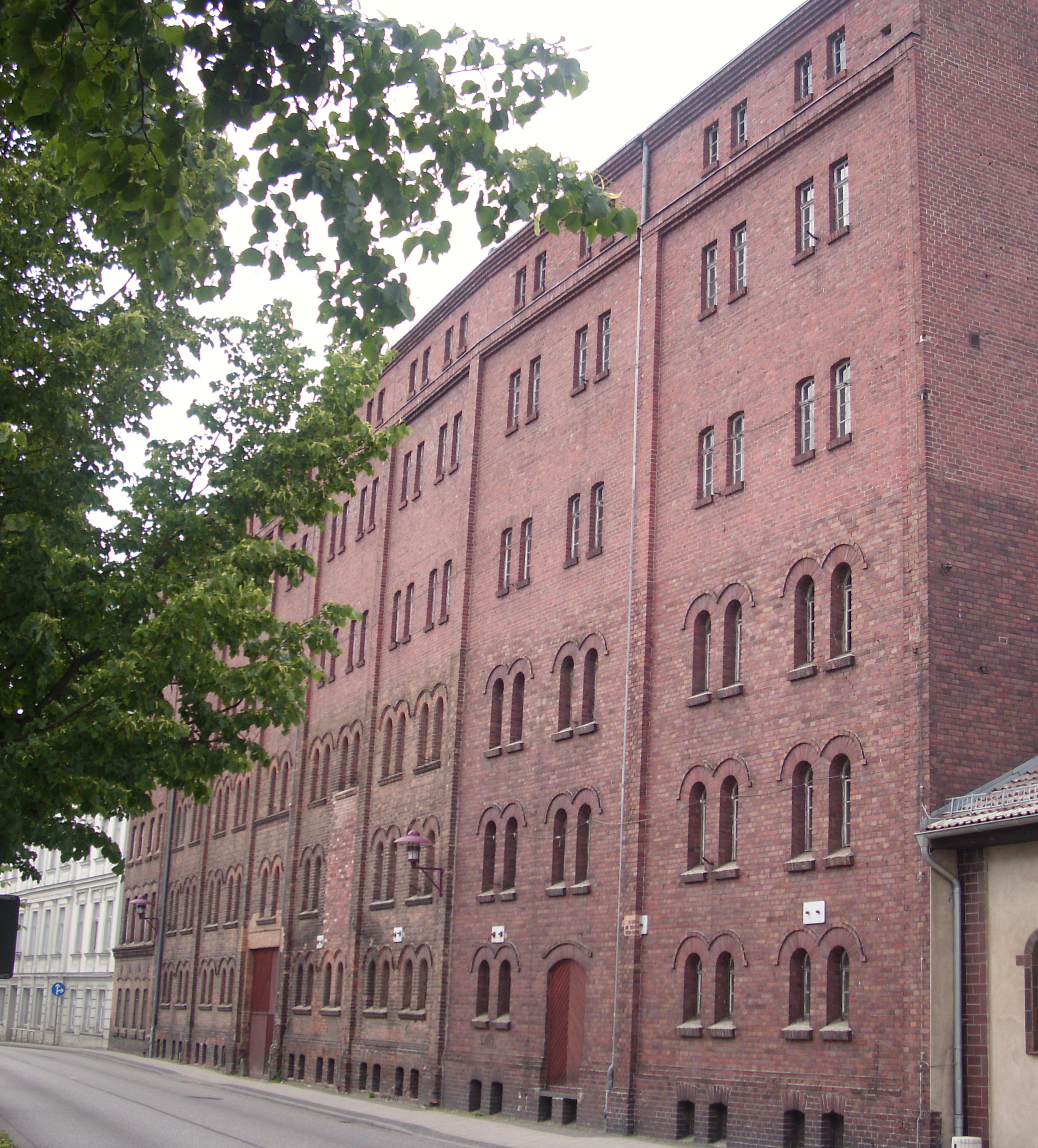
Ziegelfassade der Mühle

### Geschichtsdenkmale
- Gefallenendenkmal für die Feldzüge 1866 und 1870/71 auf dem Marktplatz
- Denkmal für die Gefallenen des Ersten Weltkrieges an der Seeallee
- Mahnmal für die Opfer des Zweiten Weltkrieges auf dem Neuen Friedhof
- Gedenkanlage für gefallene Sowjetsoldaten an der Seeallee, das Kasernengelände[28] der GSSD wurde renaturiert.
- Ernst-Thälmann-Denkmal von 1986 im Park gleichen Namens an der Beeskower Straße zur Erinnerung an den im KZ Buchenwald ermordeten Vorsitzenden der KPD. Der Park war bis zu seiner Schließung 1887 der alte Kirchhof am See. Die letzte Bestattung war die der alten Mühlenmeisterfrau Dorothea Schmidt (1887). Erwähnt wurde der mit Kanzel und Sitzplätzen ausgestattete Friedhof bereits 1600, belegt wurde er bis 1866.

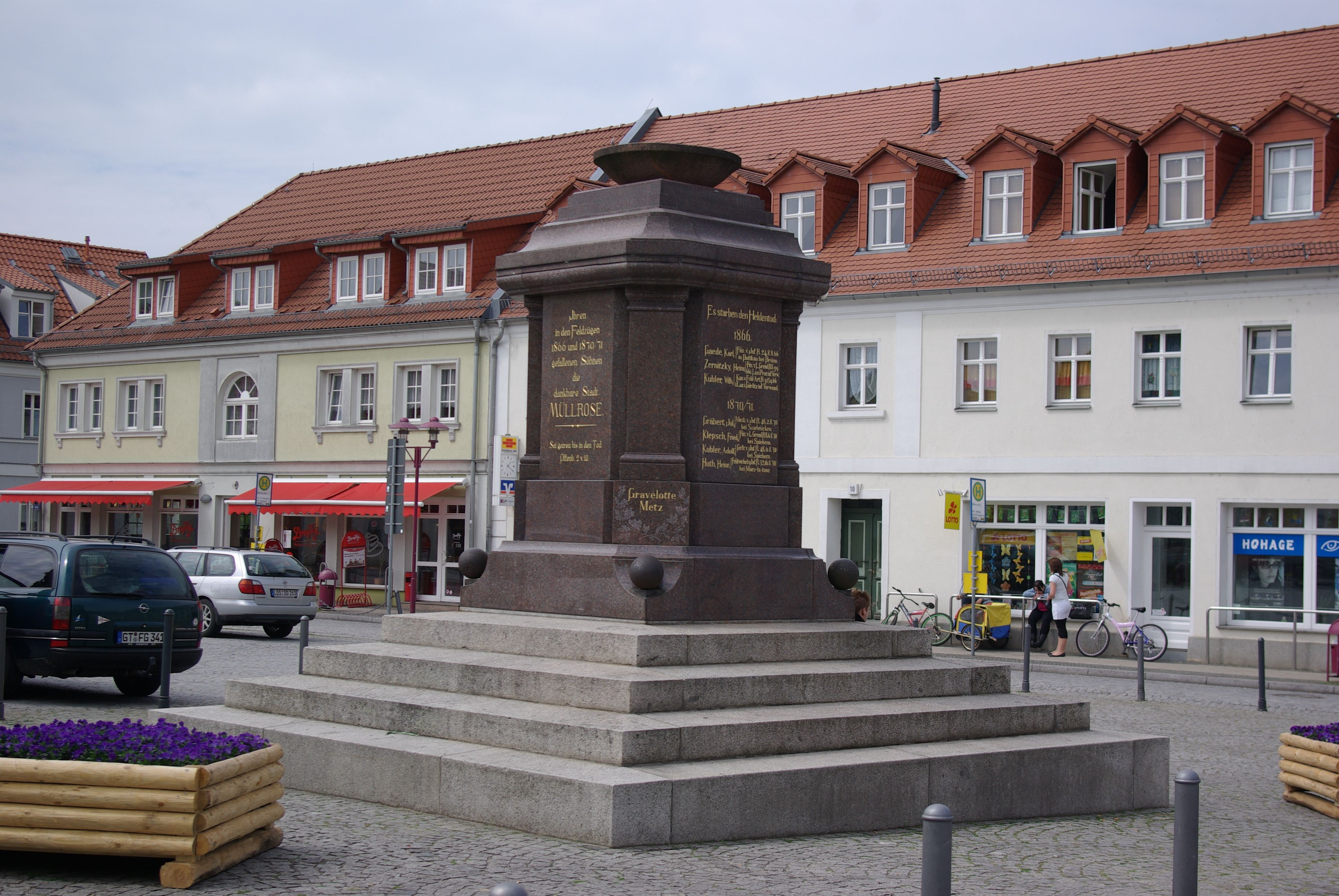
Gefallenendenkmal für die Feldzüge 1866 und 1870/71
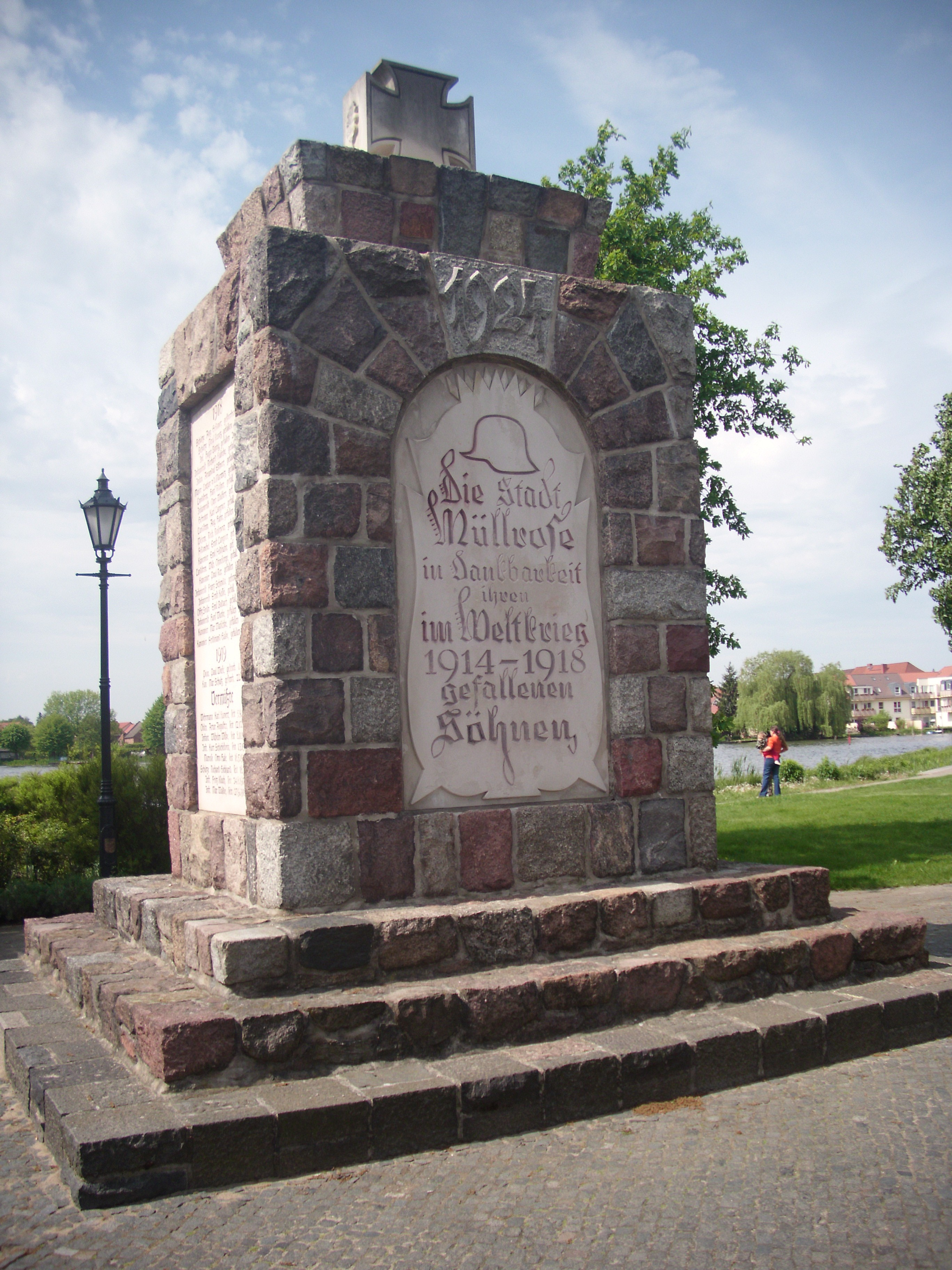
Denkmal für die Gefallenen des Ersten Weltkriegs
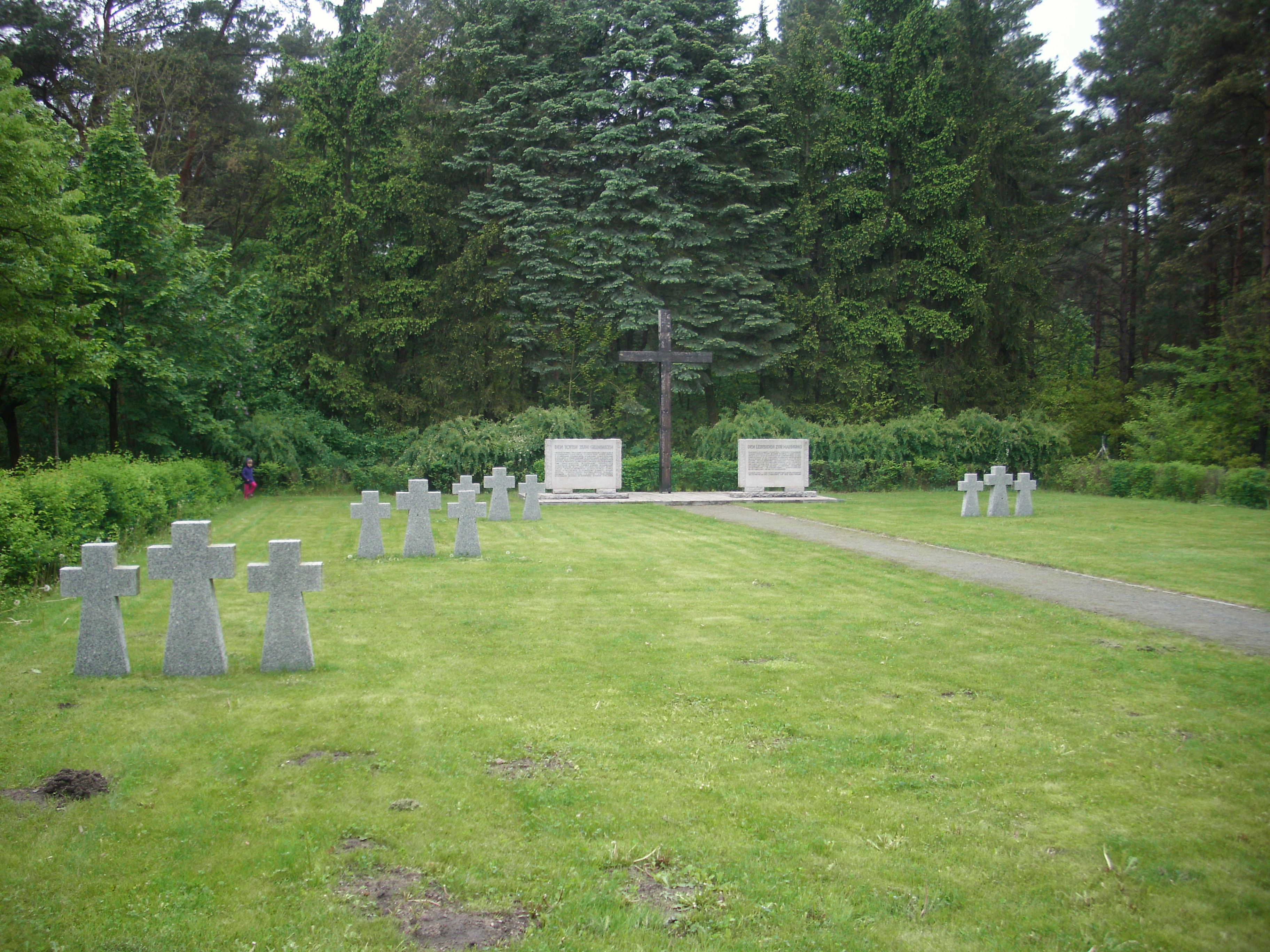
Mahnmal für die Opfer des Zweiten Weltkriegs
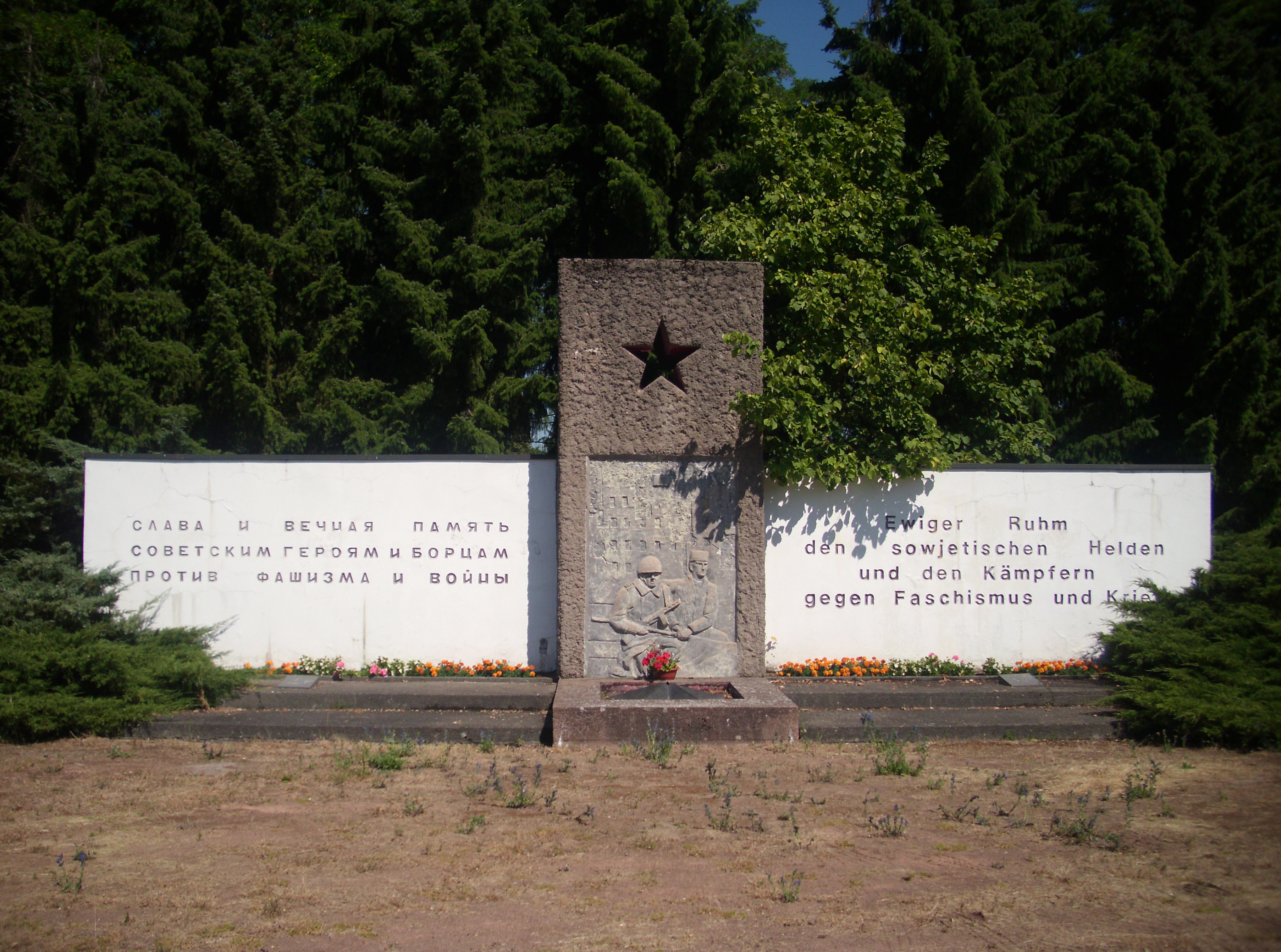
Ehrenmal für gefallene Sowjetsoldaten
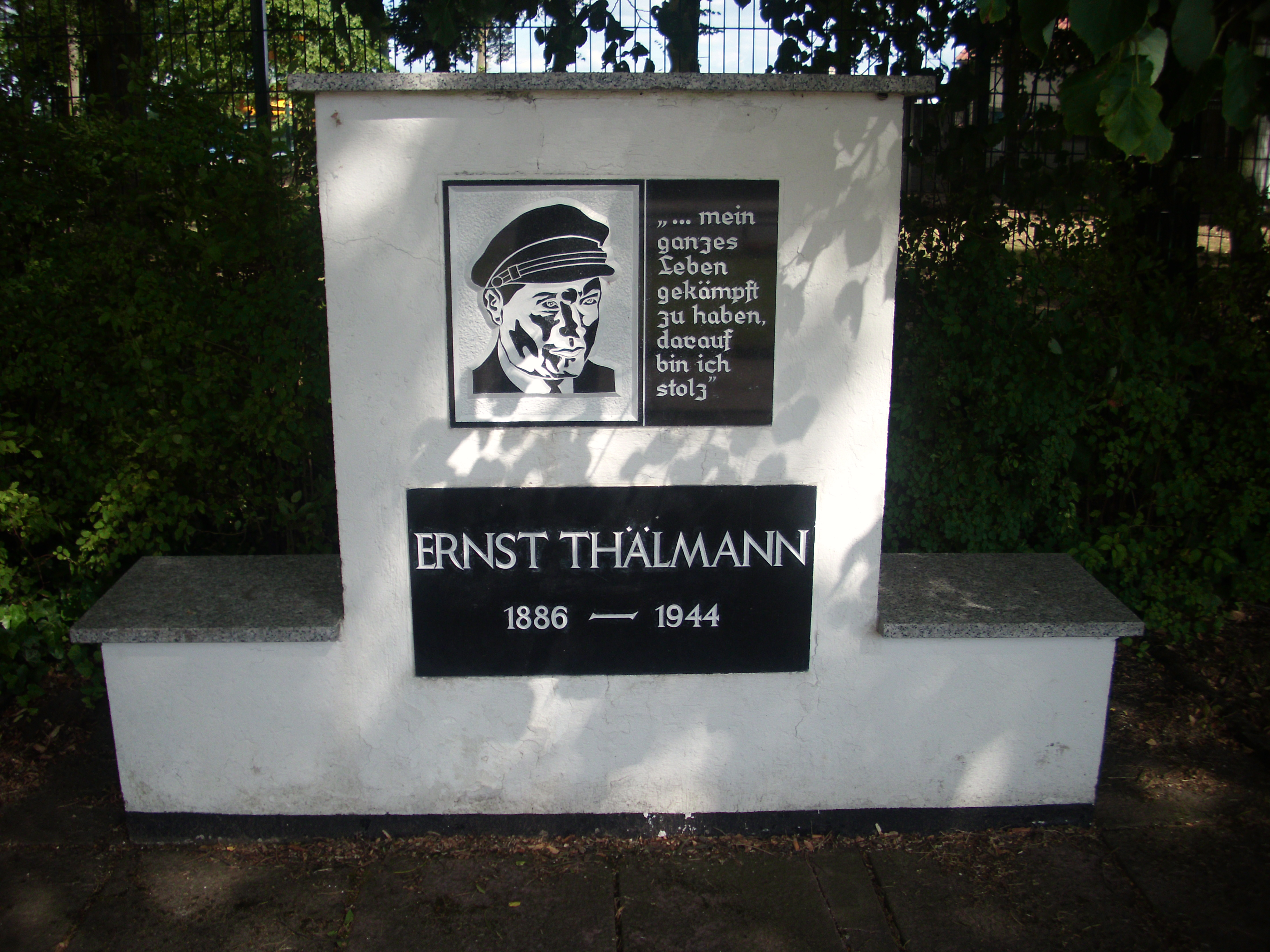
Ernst-Thälmann-Denkmal

### Museum
Im Heimatmuseum finden sich auf etwa 150 m² Ausstellungsfläche Exponate zur Ur- und Frühgeschichte des Ortes und der Umgebung bis zur Wende 1990. Eine Besonderheit ist die Sammlung restaurierter historischer Kutschen, unter anderem die letzte Postkutsche Müllroses, welche 1888 zwischen Beeskow und Müllrose verkehrte und ein Coupé, mit welchem 1945 Deutsche aus den heute polnischen Gebieten östlich von Oder und Lausitzer Neiße auf der Flucht nach Müllrose kamen. Der ehemalige Leichenwagen, genutzt bis Anfang der 1960er Jahre, ist ebenfalls zu sehen. Exponate zur Müllroser Mühle und zu den beiden Kofferfabriken geben neben anderen Ausstellungsstücken einen Einblick in das Handwerk.
Im hölzernen Schlauchturm des Feuerwehrhauses hängte man bis etwa 1964 die Feuerwehrschläuche nach den Einsätzen zum Trocknen auf. Um das Gebäude zu erhalten, wurde vom Herbst 2003 bis Frühjahr 2004 eine vollständige Sanierung durchgeführt. Die Eröffnung als Zweigstelle des Heimatmuseums erfolgte am 23. Oktober 2005. Der Besucher findet neben anderen Gerätschaften eine Handdruckspritze der Freiwilligen Feuerwehr Müllrose von 1913. Ein altes Löschfahrzeug TLF 16 S4000 befindet sich seit 1994 als Dauerleihgabe im Feuerwehrmuseum Eisenhüttenstadt. Daneben befindet sich eine Ausstellung über Schiffer und Schiffsbauer.

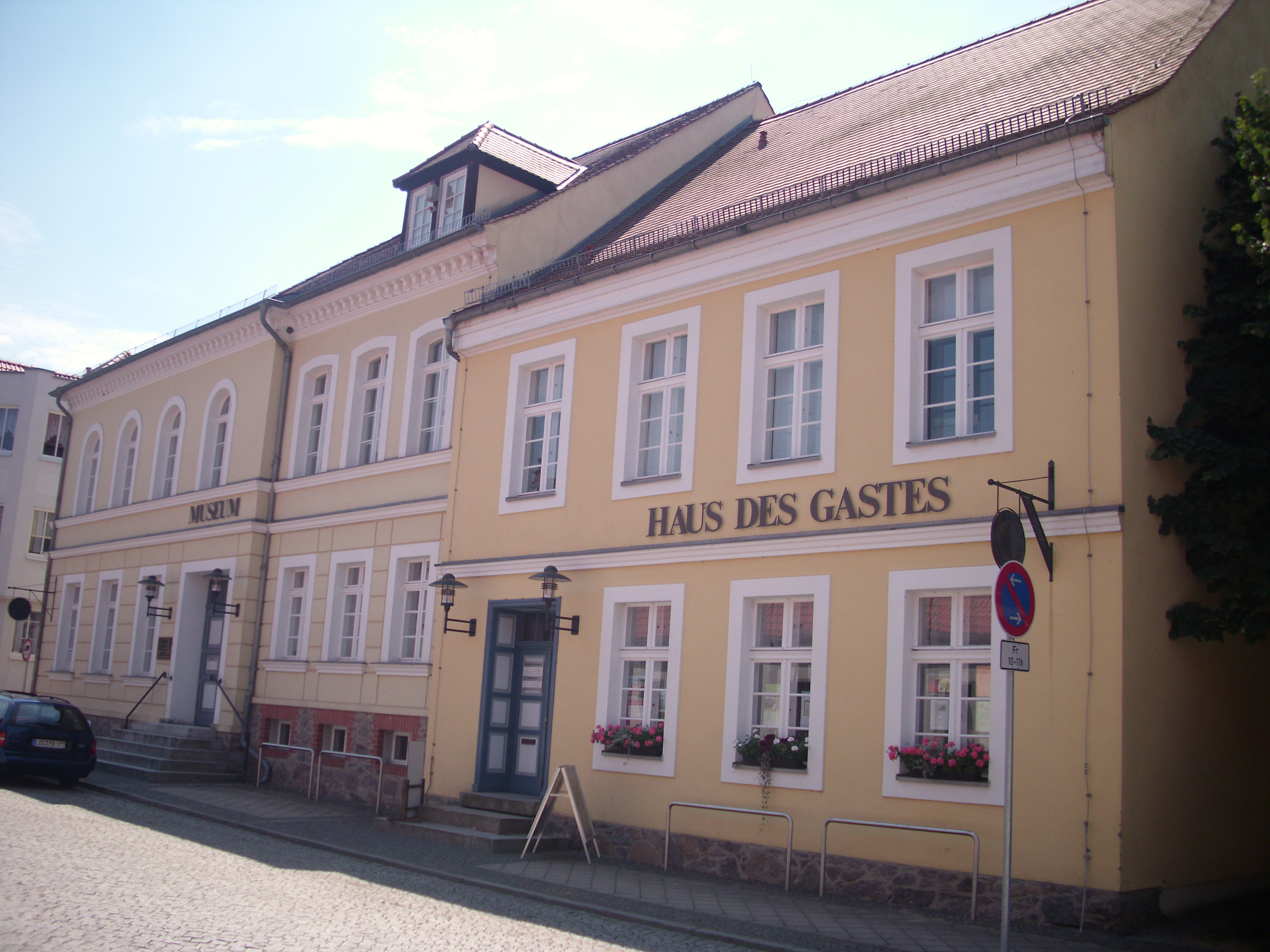
Heimatmuseum und Haus des Gastes
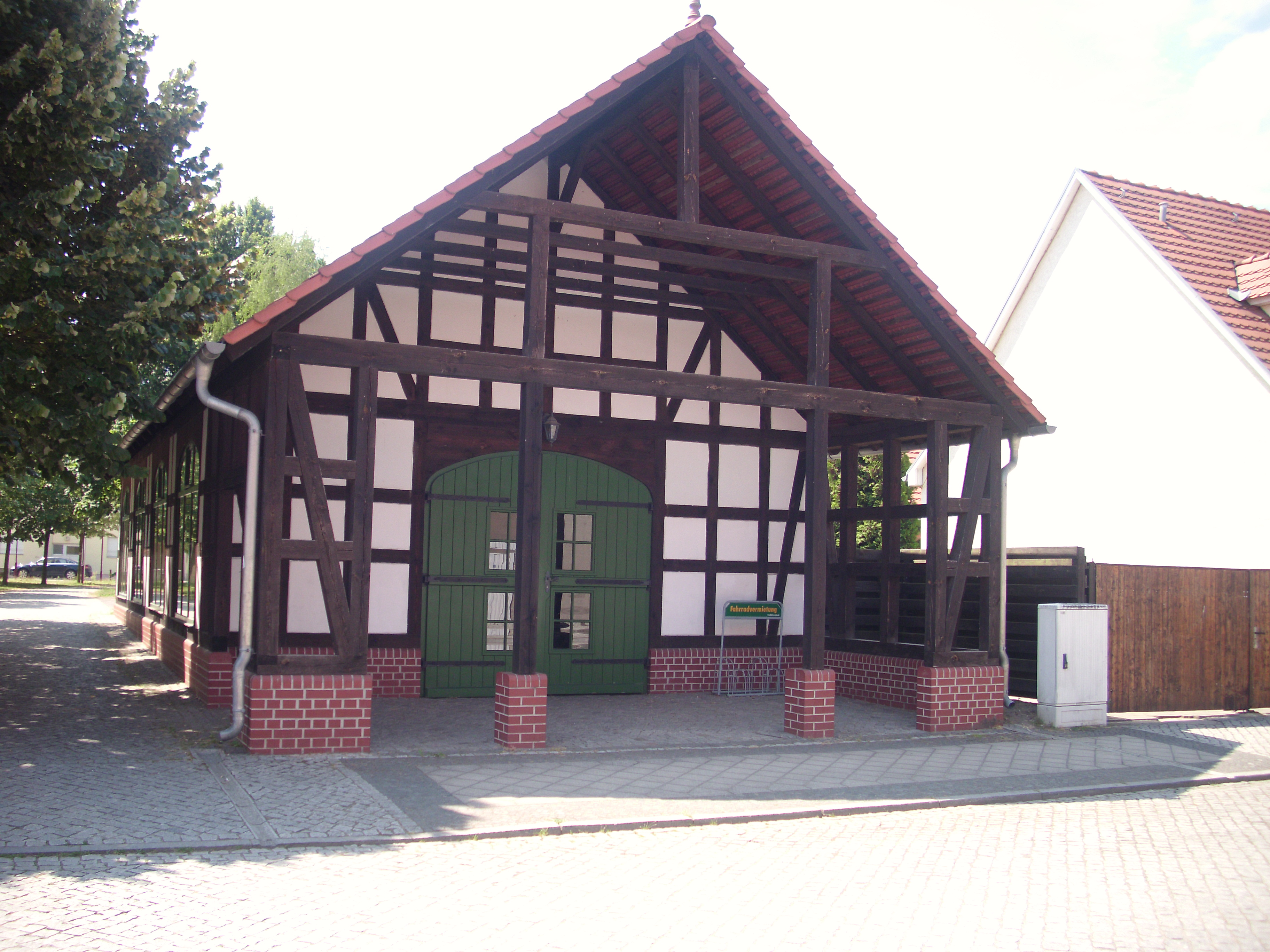
Remise mit Kutschenausstellung
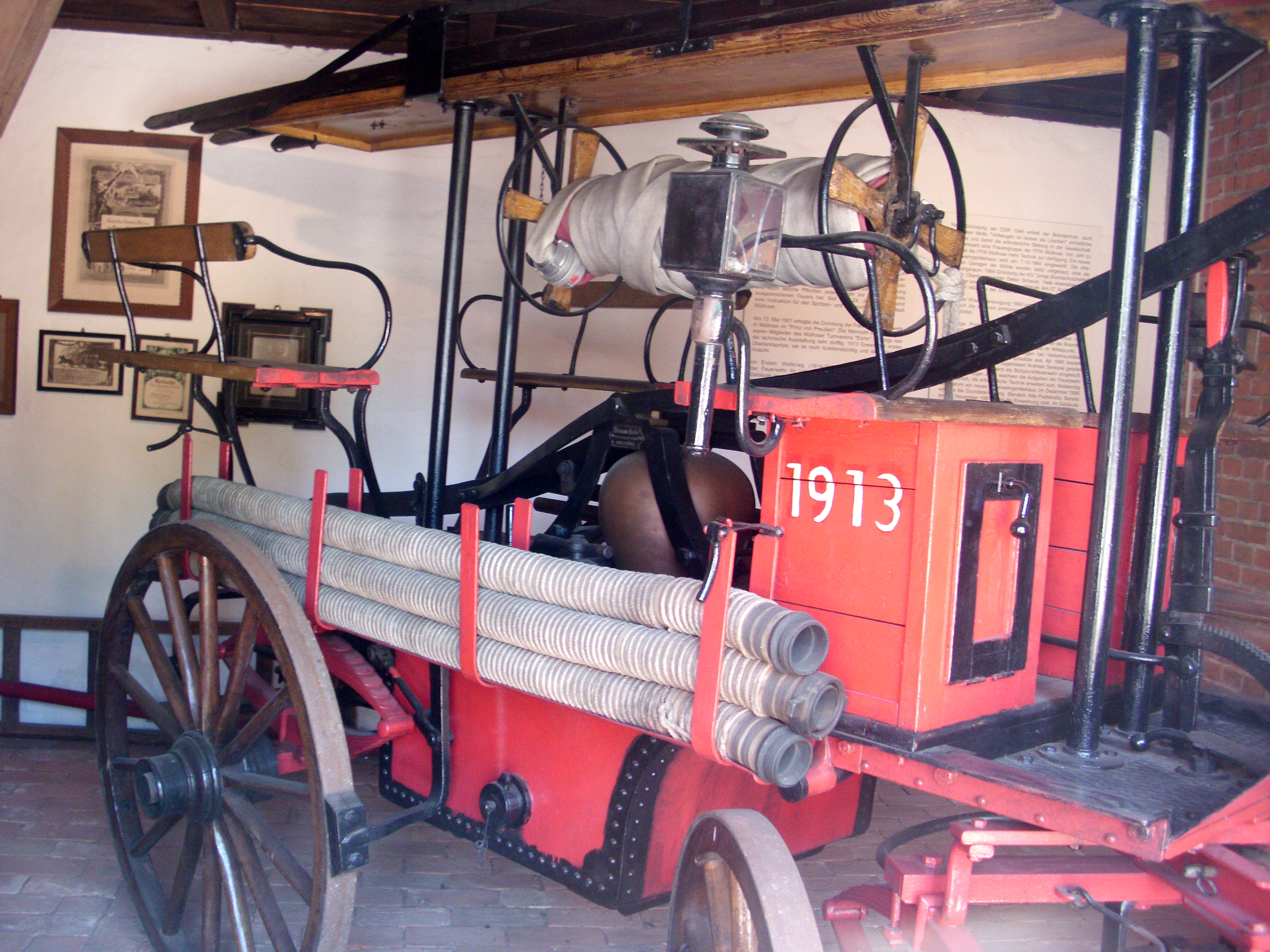
Handdruckspritze der Feuerwehr Müllrose aus dem Jahre 1913
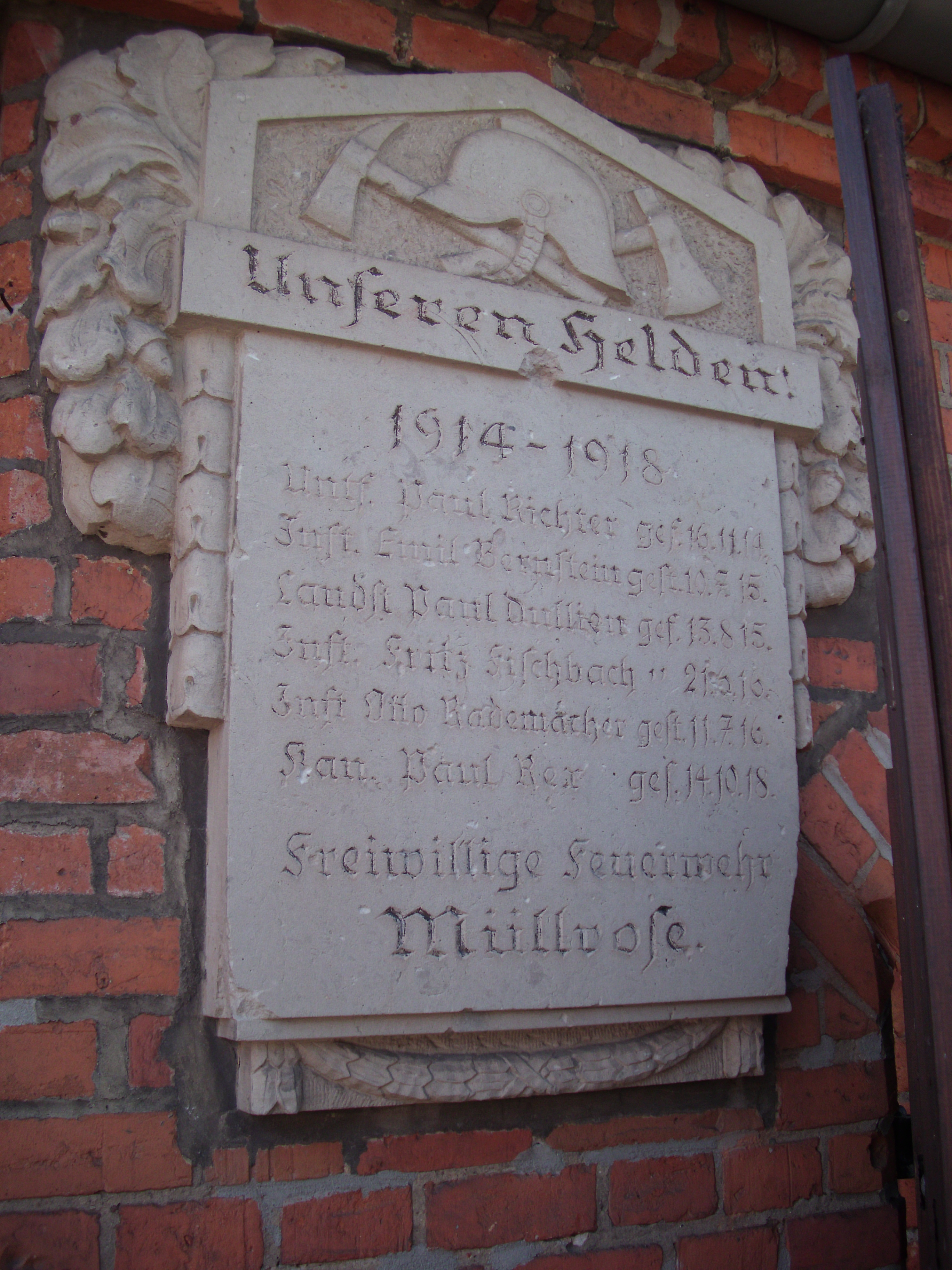
Gedenktafel für die Gefallenen der Feuerwehr 1914–1918 am Feuerwehrhaus
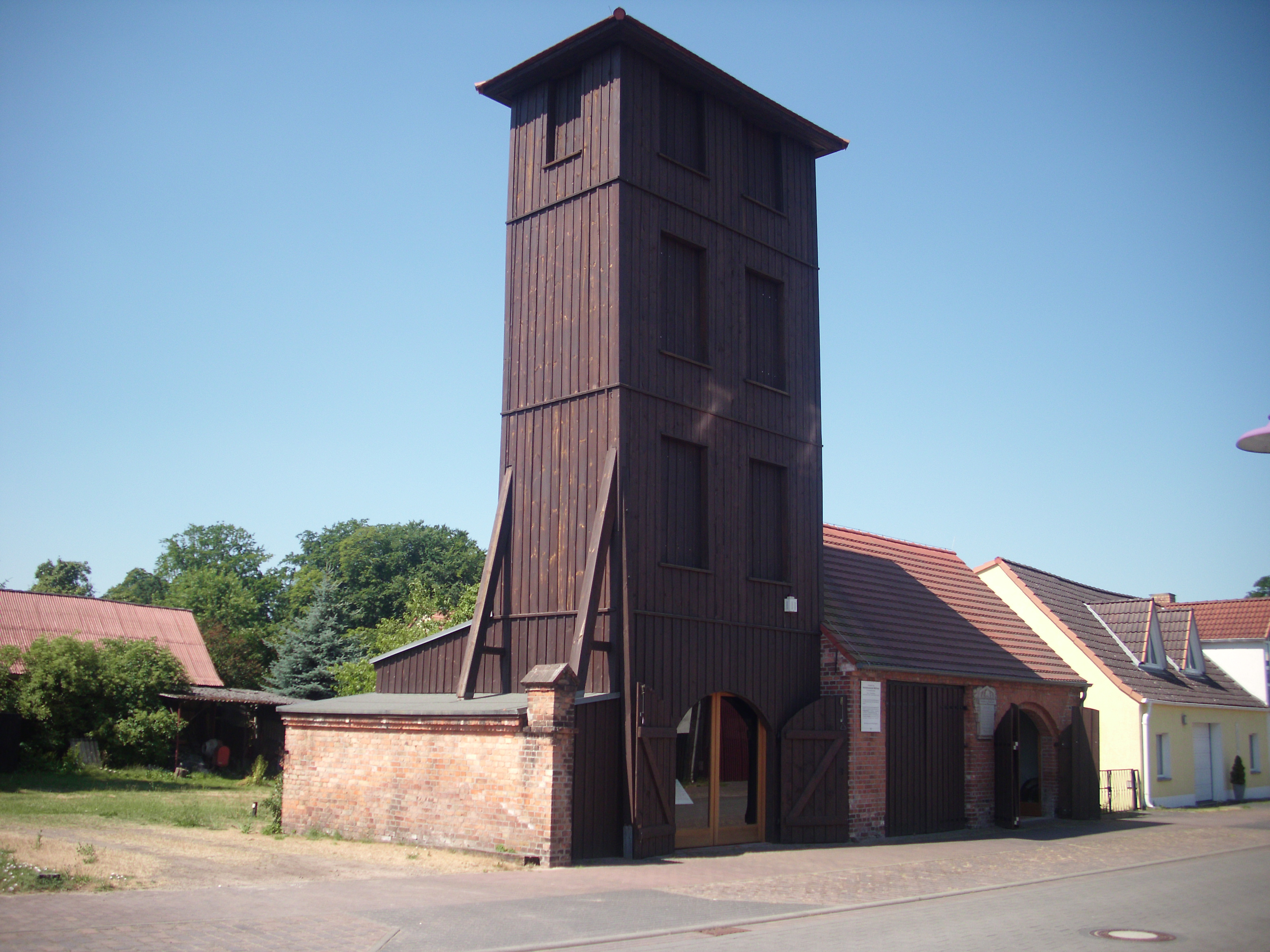
Historisches Feuerwehrhaus mit Schlauchturm, 1925 erbaut

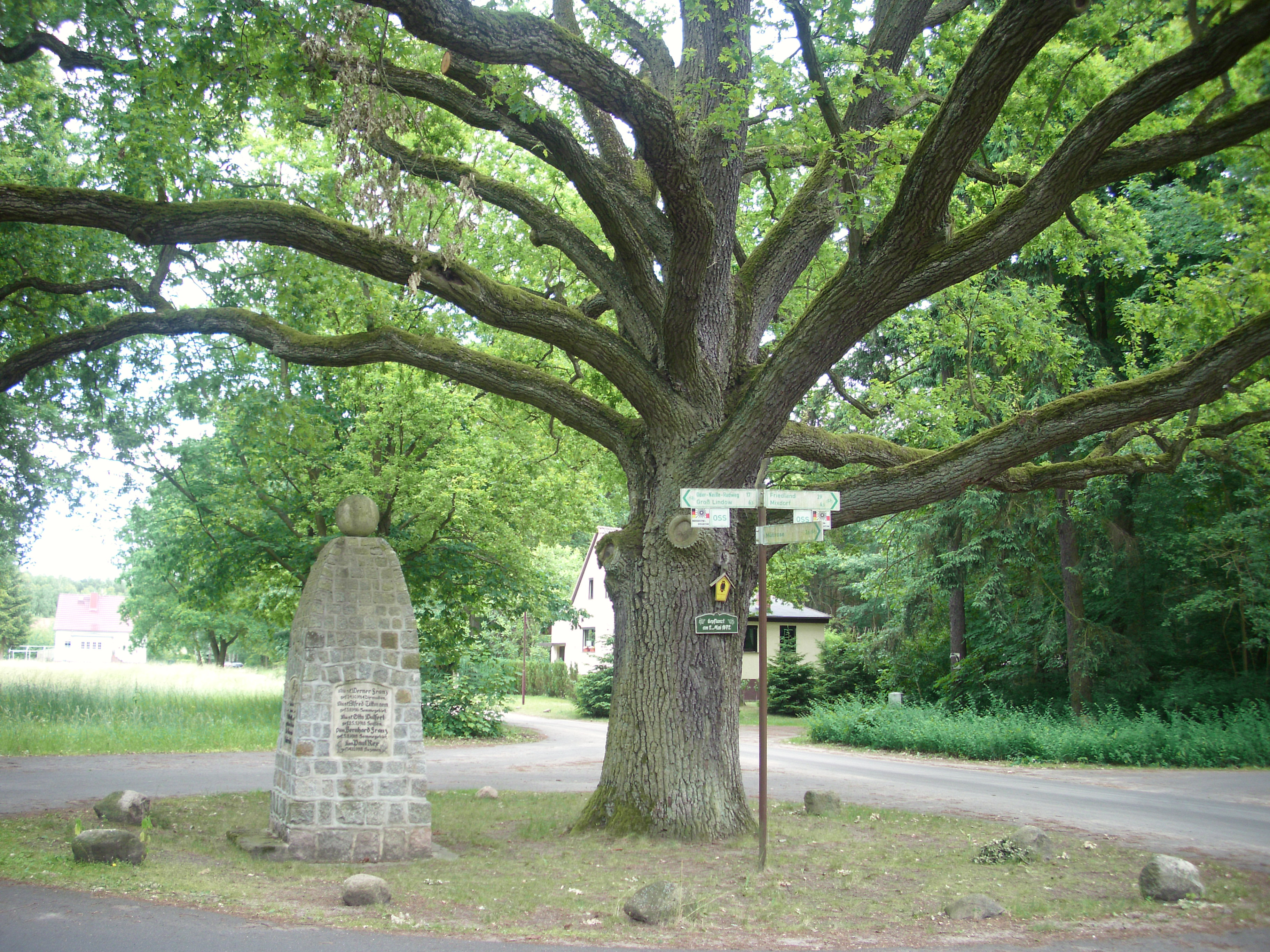
Eiche in Kaisermühl, gepflanzt am 2. Mai 1872
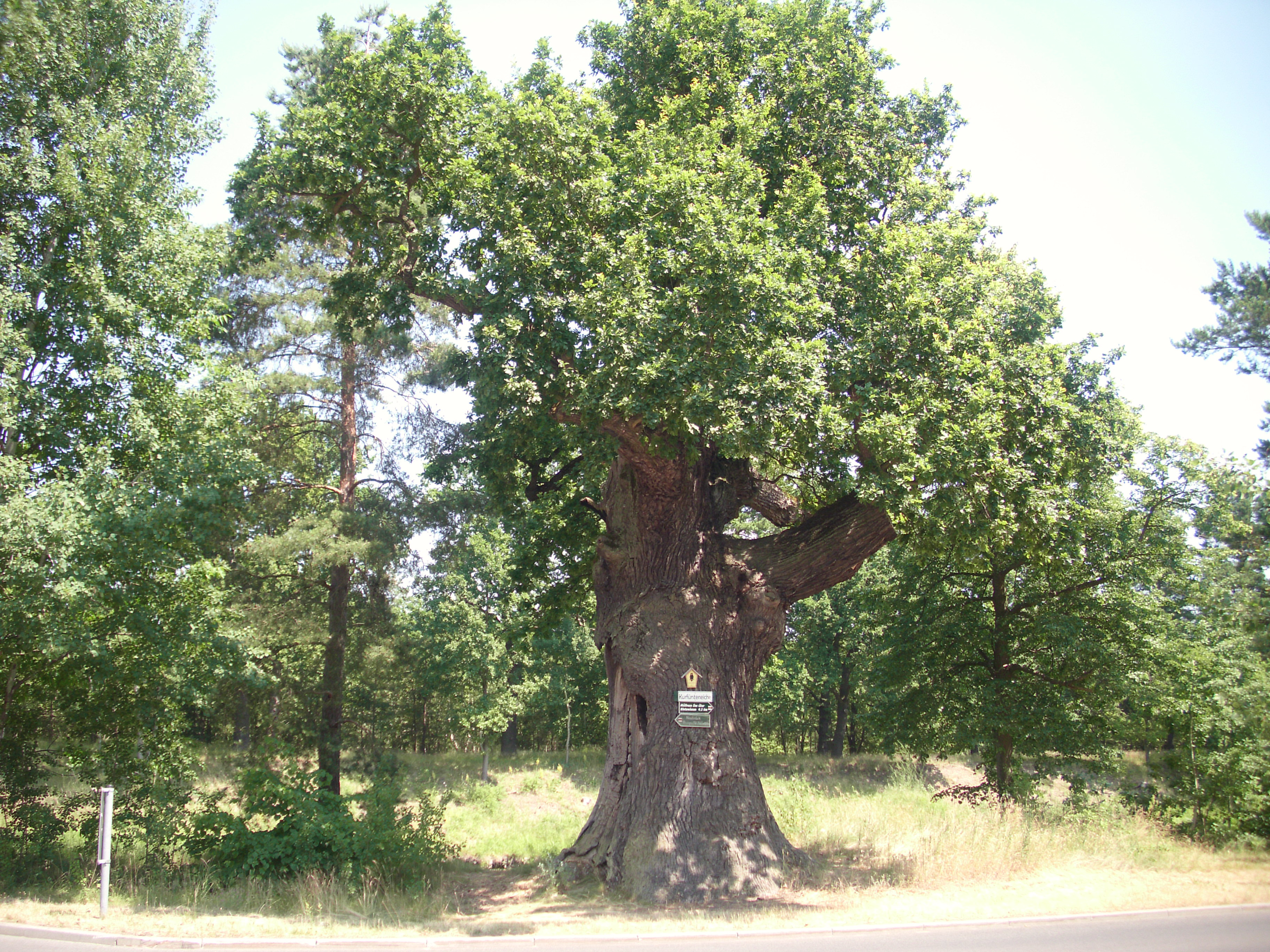
„Kurfürsteneiche“ in Biegenbrück

### Natur
- „Kurfürsteneiche“ in Müllrose-Kaisermühl, gepflanzt anlässlich der Kanaleinweihung 1668
- „Kurfürsteneiche“ in Biegenbrück
- Naturschutzgebiet Müllroser See

### Tourismus
In Müllrose und Umgebung gibt es folgende touristische Möglichkeiten:
- Naturpark Schlaubetal
- Europaradweg R1 durch Anschluss an weitere Radwege
- Oder-Neiße-Radweg
- Oder-Spree-Dahme-Radweg
- Mönchsradtour von Müllrose am Oder-Spree-Kanal und Friedrich-Wilhelm-Kanal entlang nach Groß Lindow, durch die Oderauen nach Eisenhüttenstadt, auf dem Oder-Neiße-Radweg zur Oder-Neiße-Mündung, weiter nach Schwerzko an der Dorche bis nach Neuzelle und durch den Naturpark Schlaubetal zurück nach Müllrose.
- Schlaubetaltour über 61 km von Müllrose über Mixdorf – Dammendorf – Chossewitz – Siehdichum – Schernsdorf zurück nach Müllrose.
- Müllroser Planetenweg, vom Rathaushof bis zur Ragower Mühle, teilweise entlang des Schlaubetal-Wanderwegs[31]

Es gibt einige kleinere Radstrecken, die zu den Mühlen der Region und zu sehenswerten Dorfkirchen der Umgebung führen. Das Heidereiterei- und Forstmuseum Dammendorf bietet einen Einblick in 500 Jahre Forstgeschichte der Region.
Für Wanderer gibt es Wanderwege und ausgewiesene Lehrpfade, wie den Naturerlebnislehrpfad Müllrose, der auch für Rollstuhlfahrer geeignet ist. Weitere Lehrpfade in der Umgebung sind der Eisvogelpfad in Pohlitz, der forsthistorische Waldlehrpfad und Wanderreitstützpunkt Dammendorf, der geomorphologischer Lehrpfad Bremsdorf und der behindertengerechte Christophorus Lehrpfad Ragower Mühle Siehdichum. Die Wanderwege sind markiert und zwischen 1,6 und 60 km lang.

### Musik
- Müllroser Musikverein e. V.
- Volkschor Müllrose e. V.

Ab dem 31. Mai finden alle 14 Tage die Müllroser Promenadenkonzerte statt, die Ende Mai/Anfang Juni mit der Serenade am See eröffnet werden.

## Wirtschaft und Infrastruktur

### Wirtschaft
Müllrose war immer ein Ort, welcher um die Mühle herum Handwerk und Gewerbe blühen ließ. Heute bietet unter anderem der Gewerbepark auf 15,6 ha zahlreichen Unternehmen einen verkehrsgünstig gelegenen Standort mit einer schnellen Anbindung an das Nachbarland Polen. So findet sich hier ein Traditionsunternehmen wie die Orgelbaufirma Sauer ebenso wie Baufirmen, Tischler und Metallverarbeiter, eine Firma für Rehabilitationstechnik und Orthopädietechnik oder ein Reha-Zentrum.

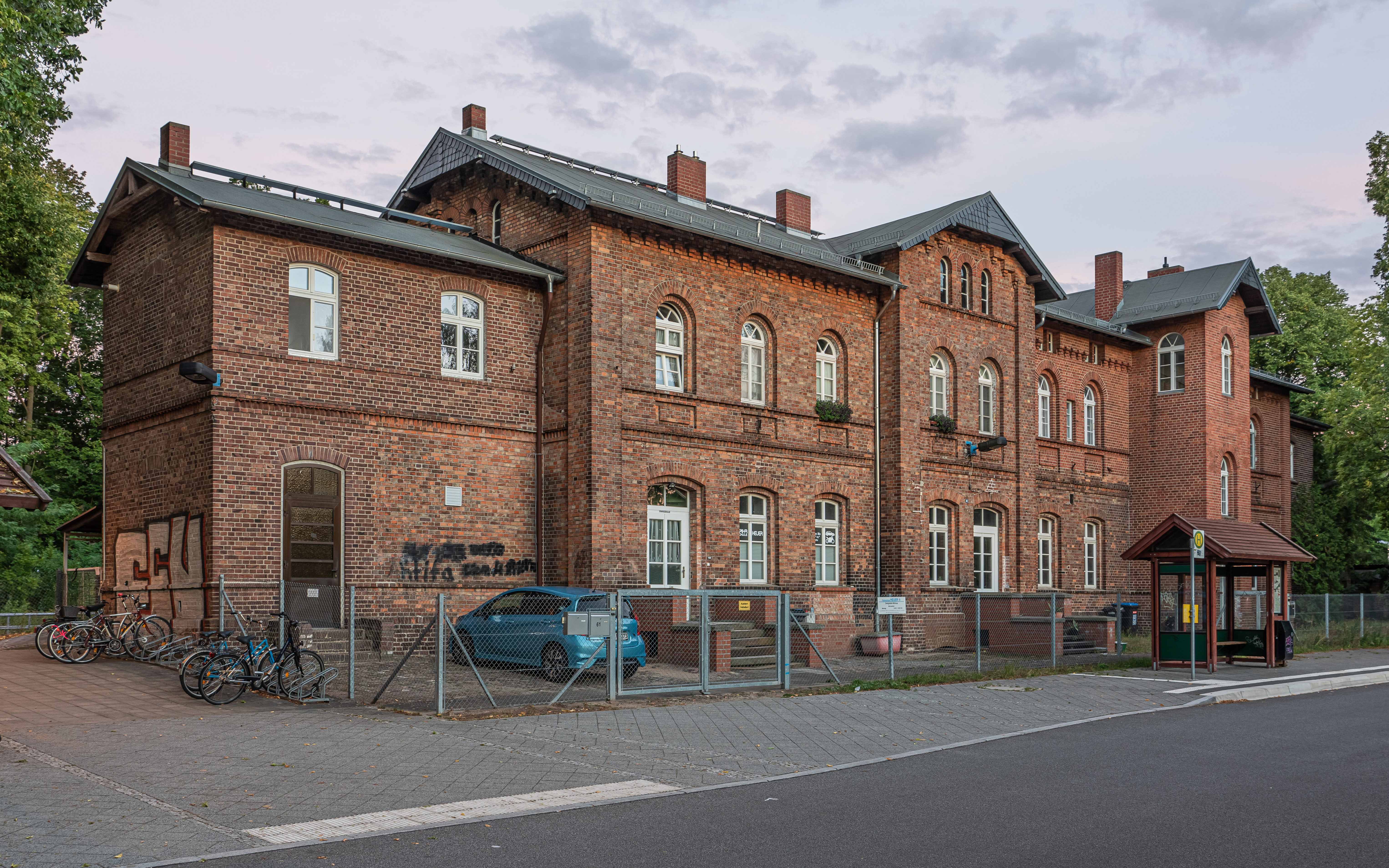
Bahnhofsgebäude
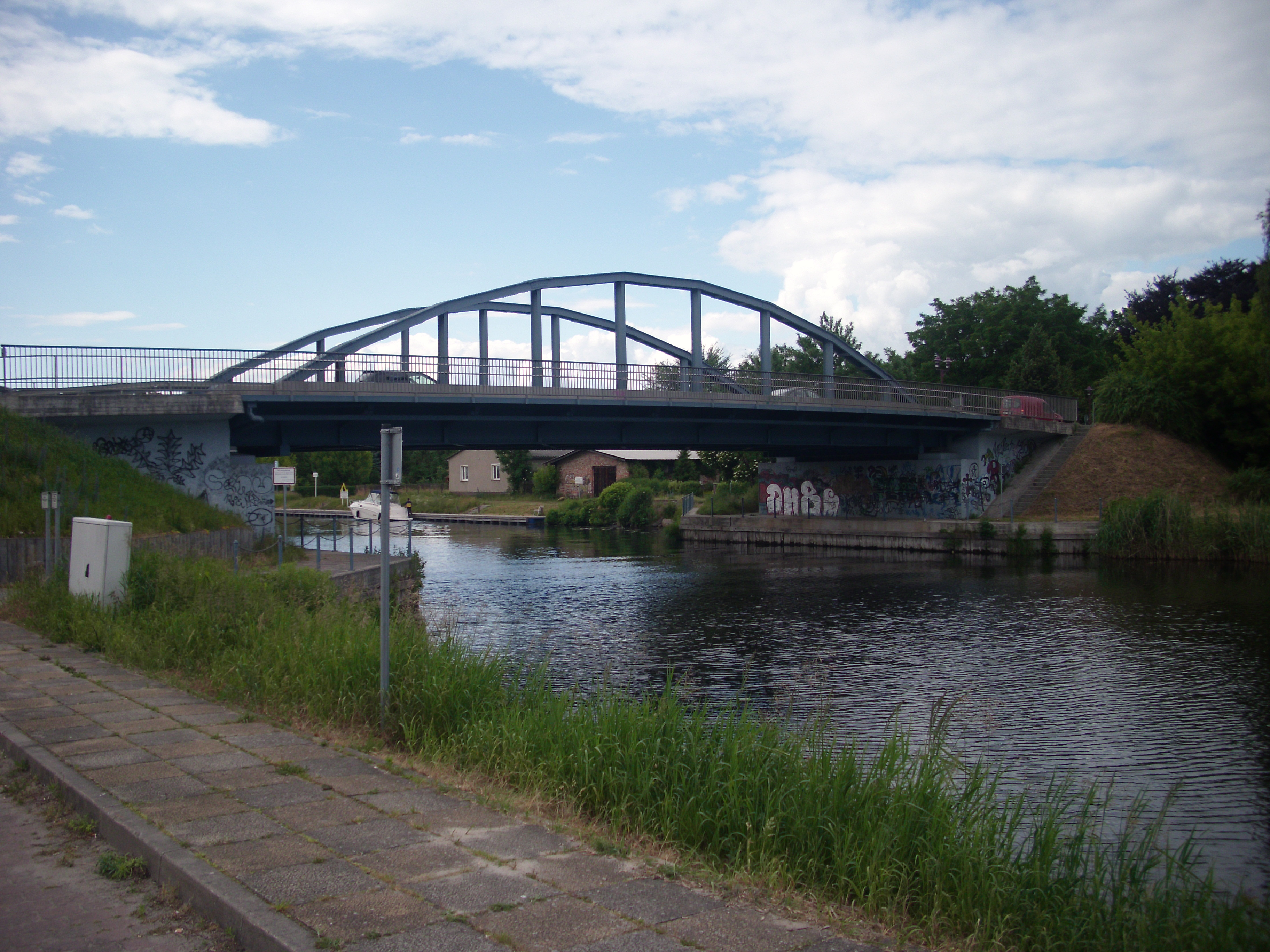
Kanal mit Brücke, die alte wurde im Zweiten Weltkrieg gesprengt.

### Verkehr
Müllrose liegt an der B 87 zwischen Beeskow und Frankfurt (Oder), an den Landesstraßen L 37 zwischen Seelow und Eisenhüttenstadt sowie L 373 nach Brieskow-Finkenheerd. Die Autobahnanschlussstelle Müllrose liegt etwa 10 km nordwestlich der Stadt an der Bundesautobahn 12 zwischen Berlin und Frankfurt (Oder).
Der Bahnhof Müllrose liegt an der von der NEB befahrenen Bahnstrecke Königs Wusterhausen–Beeskow–Frankfurt (Oder) und wird von der Regionalbahnlinie 36 Königs Wusterhausen–Frankfurt (Oder) stündlich bedient. Der Bahnhof wurde 2003 hinsichtlich Bahnsteigausstattung, Wegeleitsystem und Wetterschutz erneuert.
Mehrere Buslinien verbinden die Stadt mit der umliegenden Region.
Schifffahrtsverkehr von und nach Müllrose ist mit Fahrgastschiffen und privaten Booten möglich.

### Öffentliche Einrichtungen

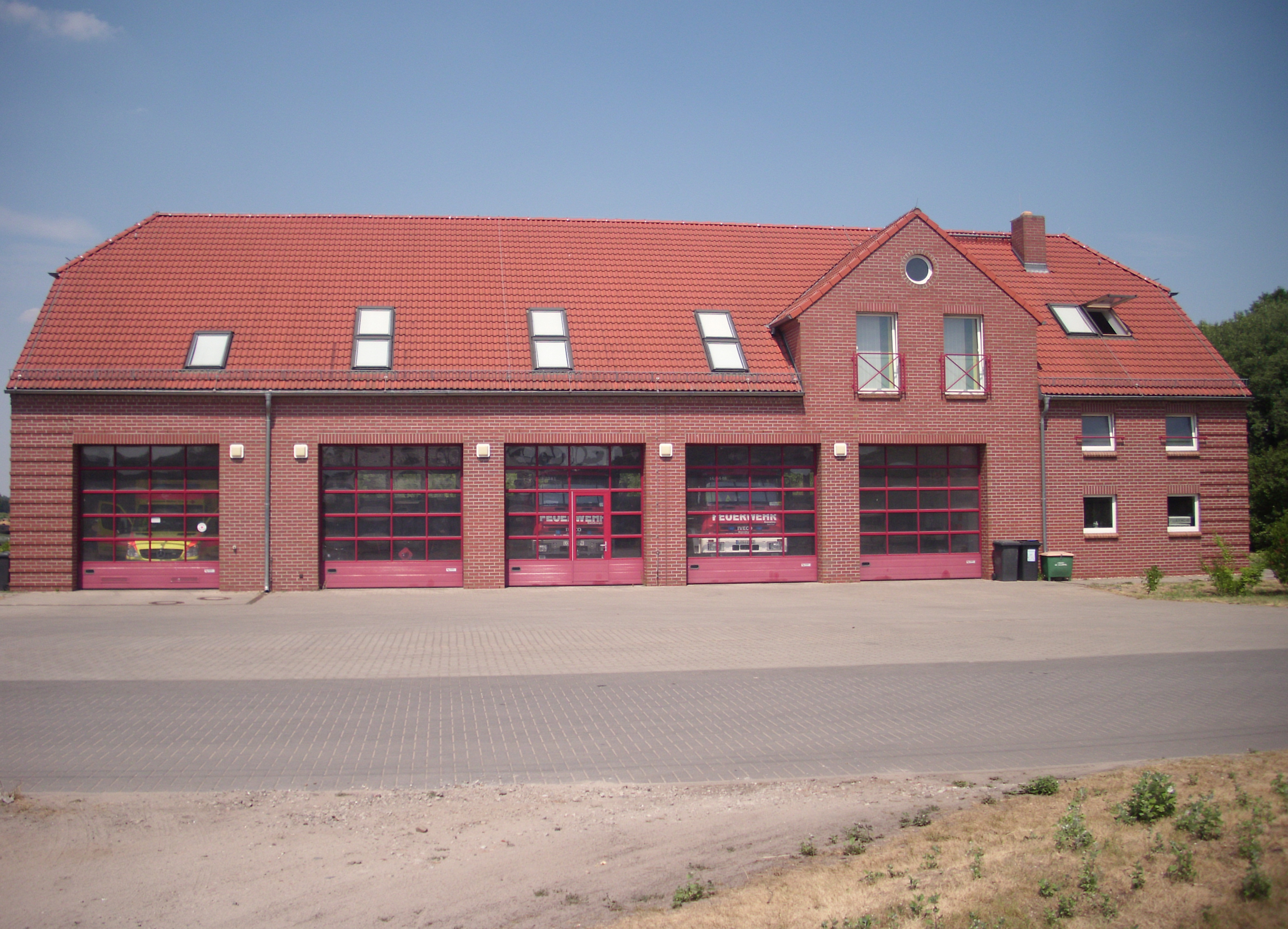
Gebäude der Freiwilligen Feuerwehr Müllrose, mit im Gebäude untergebracht ist die Johanniter Unfallhilfe

- Freiwillige Feuerwehr Müllrose, gegründet am 13. Mai 1901 von den Mitgliedern des Turnvereins „Eiche“. Der Ehrenname „Hermann Trebbin“ wurde der Feuerwehr 1986 verliehen. Seit 1990 gehört ihr eine Jugendfeuerwehr an und ist sie Stützpunktfeuerwehr. Durch den Zusammenschluss der Gemeinden untersteht sie dem Amt Schlaubetal und ist mit modernen Fahrzeugen ausgerüstet.
- DRK Wasserwacht
- Johanniter-Unfall-Hilfe

### Bildung
- Stadtbibliothek (früher Stadtbücherei) Müllrose
- Grundschule Hermann Trebbin
- Oberschule Schlaubetal
- Kita „Schlaubespatzen“
- Kita „Am Zeisigberg“
- Waldschule „Am Rogge-Busch“
- Erlebnisimkerei in Kaisermühl

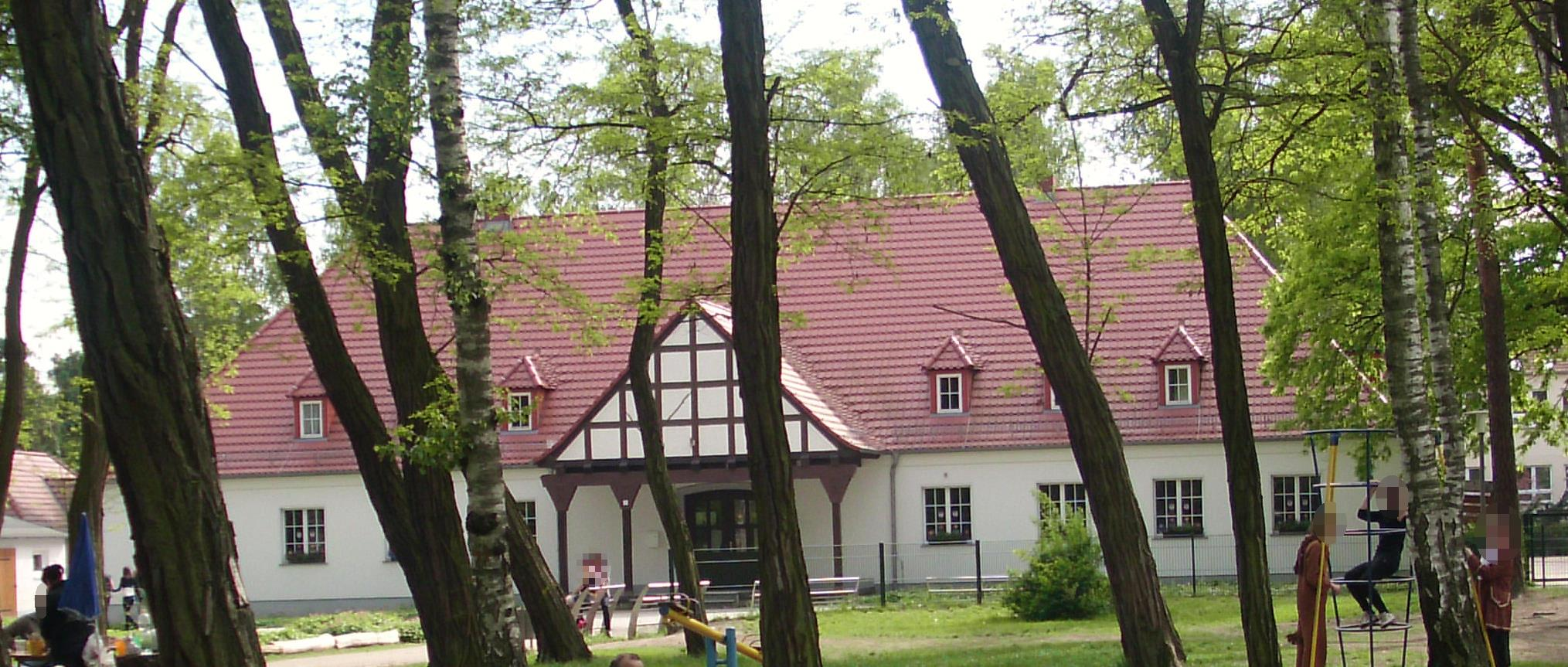
Grundschule „Hermann Trebbin“
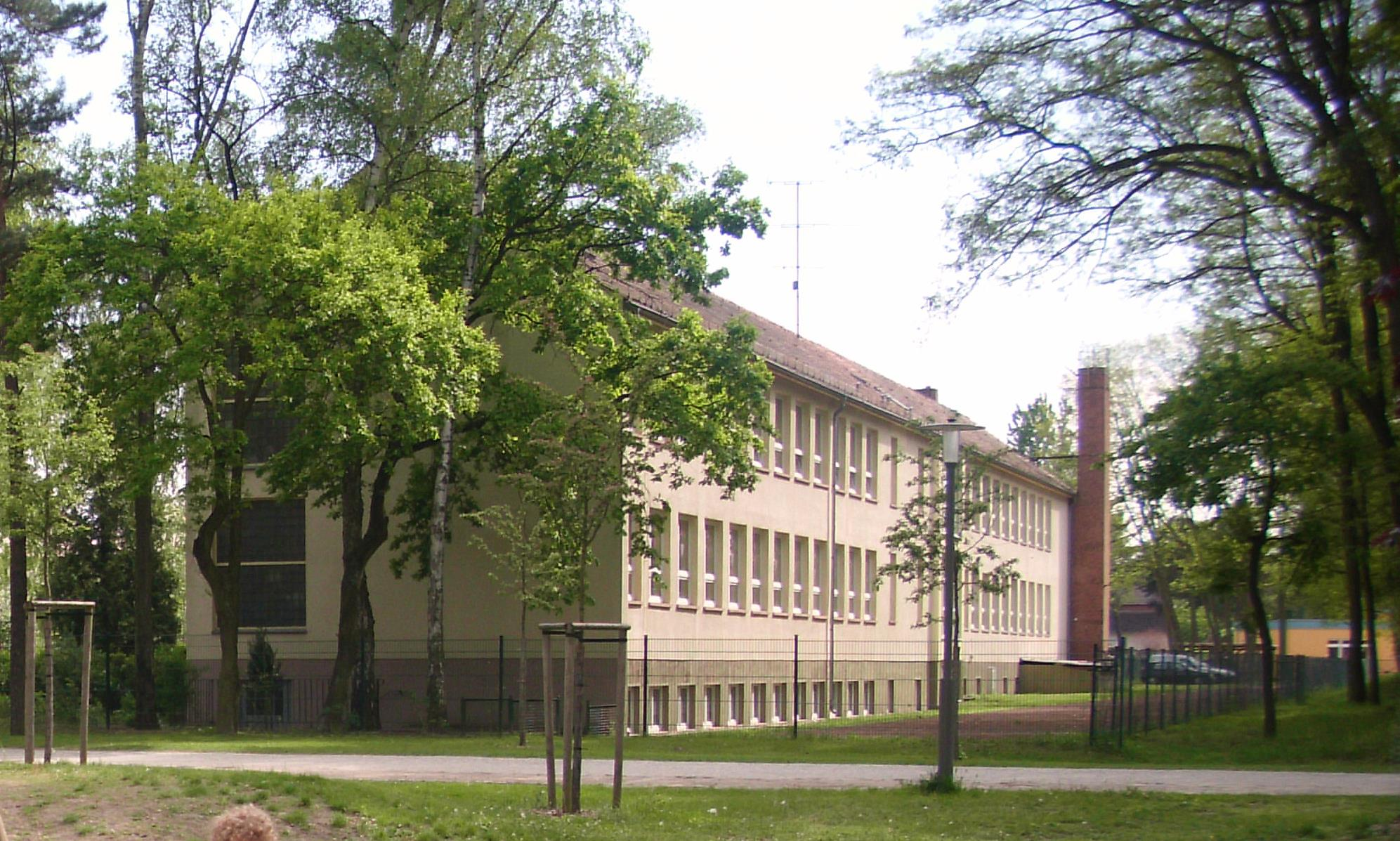
Oberschule „Schlaubetal“
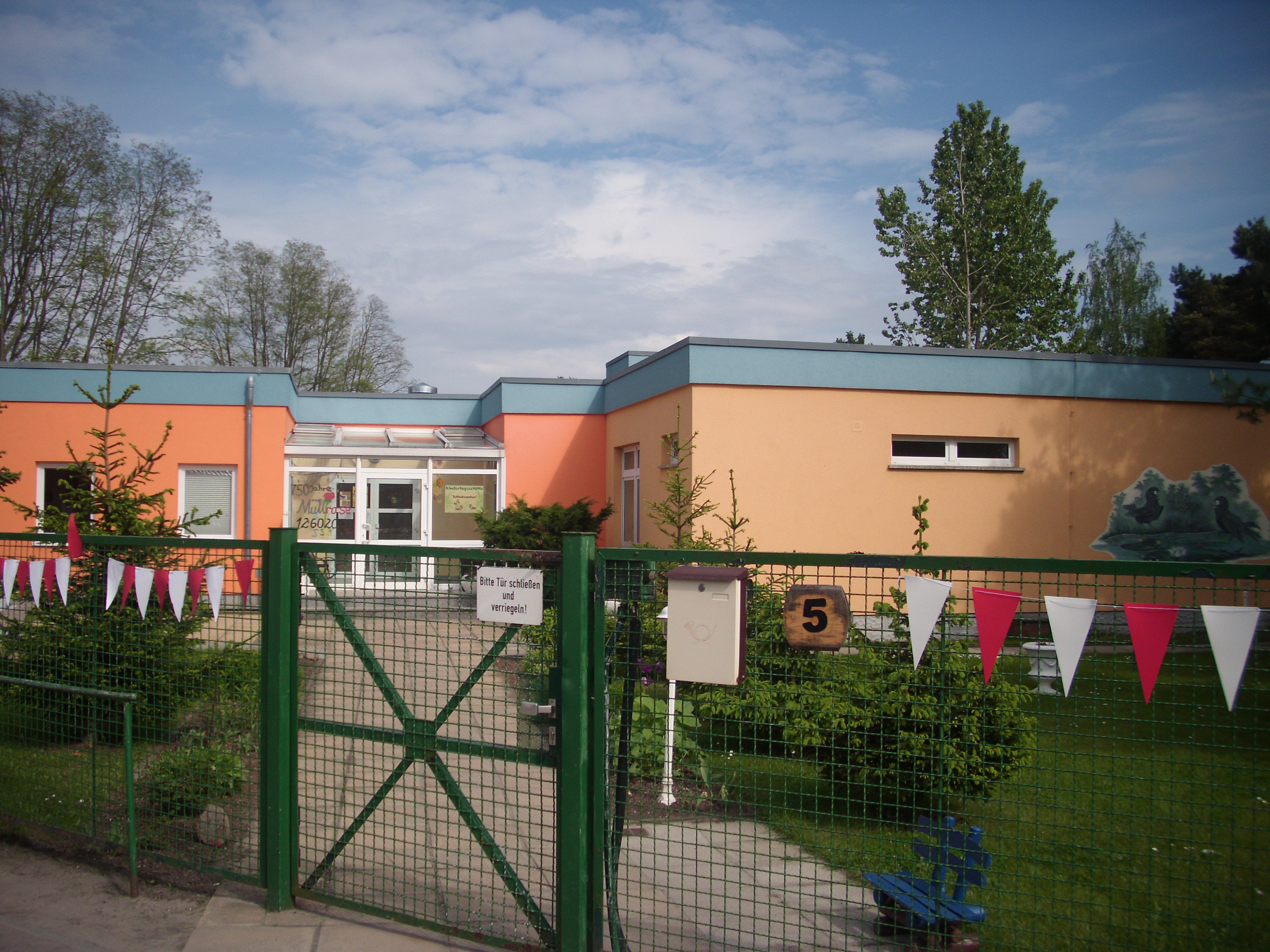
Kita „Schlaubespatzen“
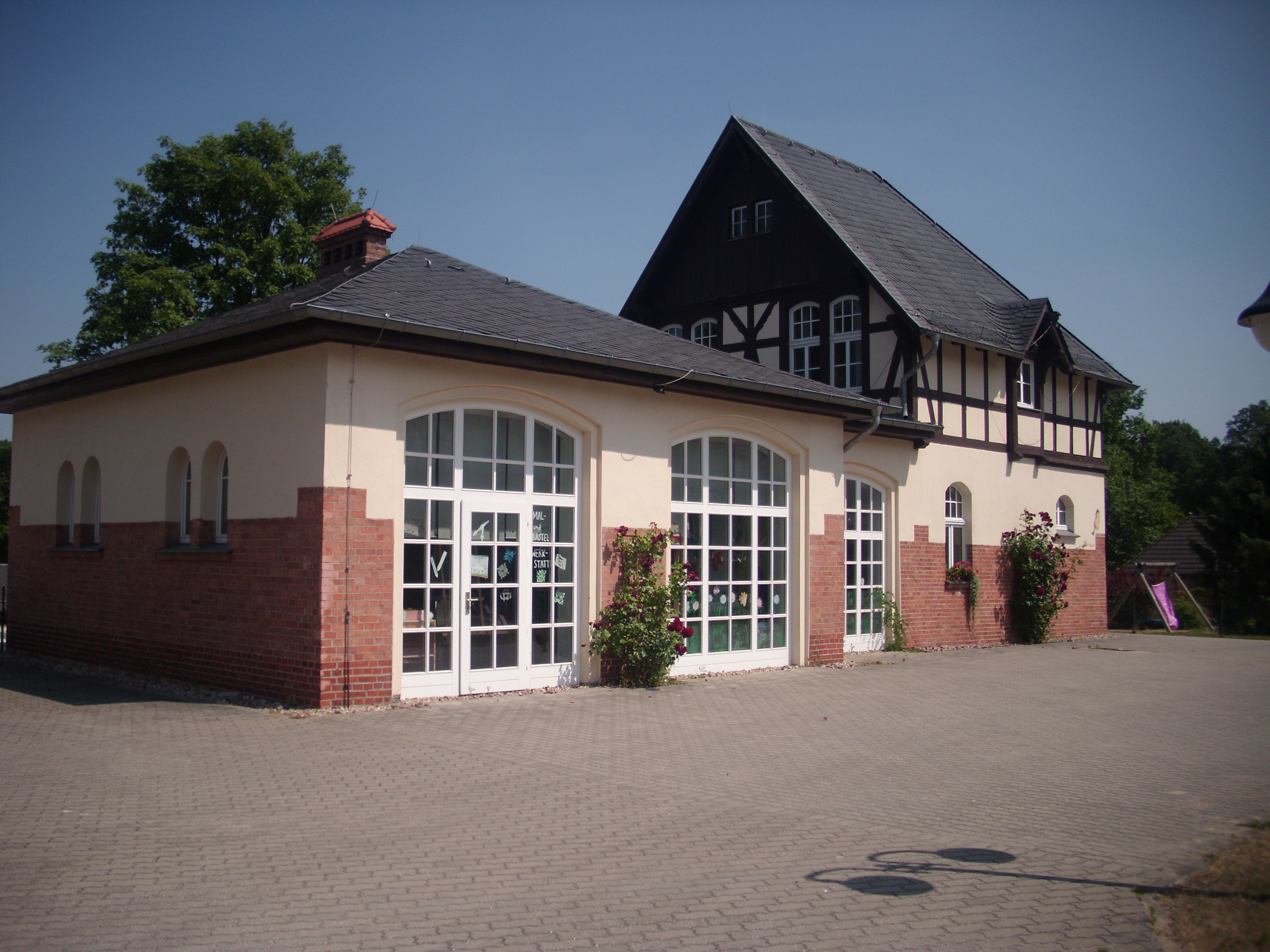
Kita „Am Zeisigberg“
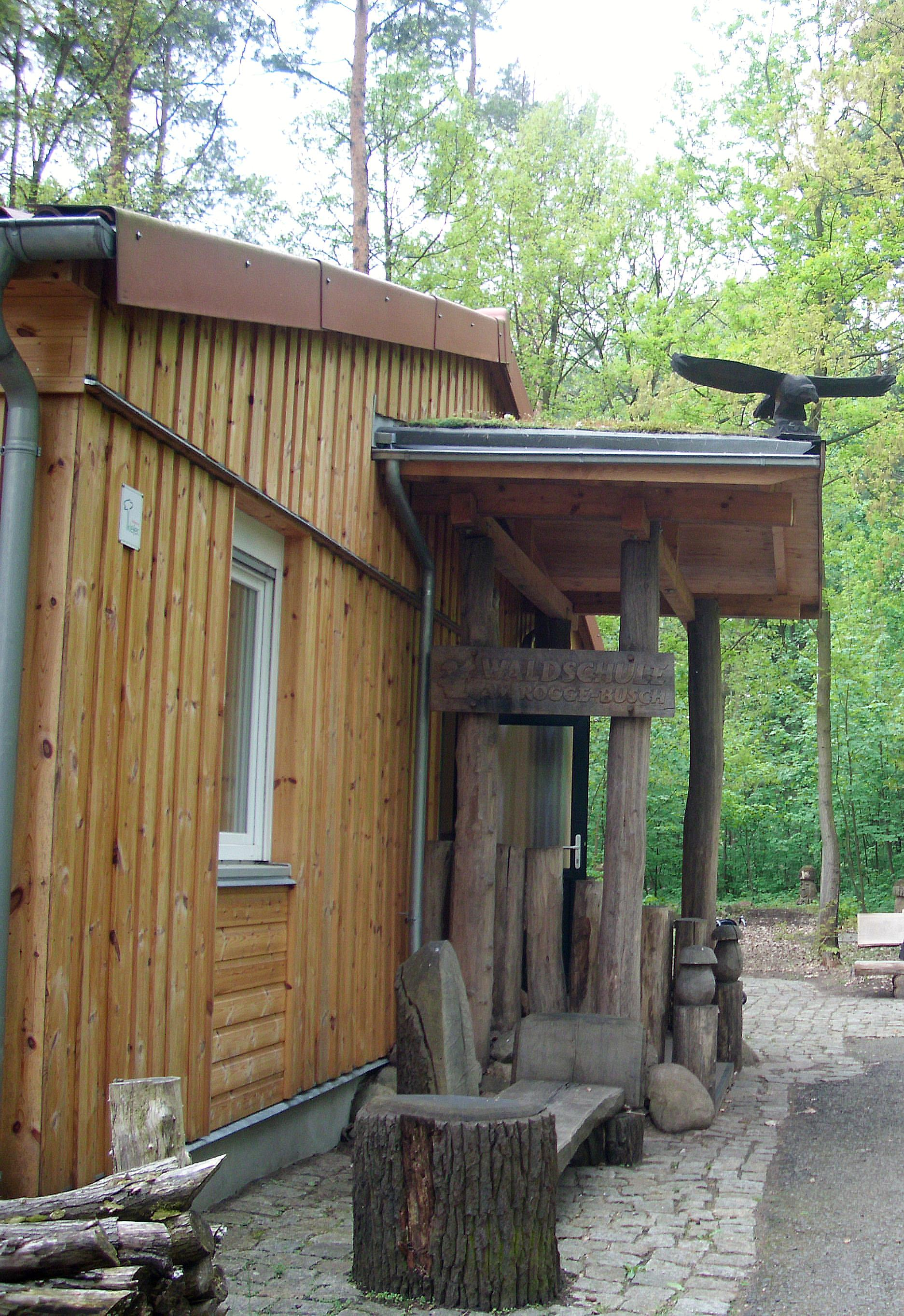
Waldschule „Am Rogge-Busch“

### Sport
- Schützengilde Müllrose 1837/1990 e. V.
- Müllroser Sportverein 1898 e. V.
- Müllroser Anglerverein 1949 e. V.
- Radsportverein Schlaubetal Müllrose 1997 e. V.
- Sportverein Paintball Sport Oderland e. V.
- HSG Schlaubetal e. V. (Handball)
- Radsportverein Schlaubetal Müllrose e. V.

## Persönlichkeiten

### Söhne und Töchter der Stadt
- Rudolf Kürbis (1829–1913), Leiter einer Zigarrenfabrik, Schriftsteller
- Johannes Aisch (1871–1939), Pfarrer, Fachschriftsteller, Schriftleiter der Märkischen Bienen-Zeitung
- Astrid Dannegger (* 1940), Keramikerin

### Mit Müllrose verbundene Persönlichkeiten
- Adolf Aisch (1867–1954), Pfarrer, Heimatforscher, wuchs in Müllrose auf
- Max Schmidt (1869–1953), Mühlenbesitzer, königlich-preußischer Kommerzienrat
- Ludwig Lessen (1873–1943), Lyriker und Journalist, lebte in Müllrose
- Hellmuth Ulrici (1874–1950), Arzt, Chefarzt der Heilstätte Müllrose
- Hermann Trebbin (1881–1954), Rektor in Müllrose, Heimatforscher und Schriftsteller